# ゾロアスター教
ゾロアスター教（ゾロアスターきょう、ペルシア語: دین زردشت Dîn-e Zardošt、ドイツ語: die Lehre des Zoroaster/Zarathustra、英語: Zoroastrianism）、祆教（けんきょう、拼音: xiān jiào シェンジャオ）または拝火教（はいかきょう）は、古代ペルシアが起源の、ザラスシュトラ（ゾロアスター、ツァラトゥストラ）がアフラ・マズダーを信仰対象として創設した宗教である。ネオペイガニズムを除く現存する宗教の中では最長の歴史を持つとされる。聖典は『アヴェスター』。

## 概要

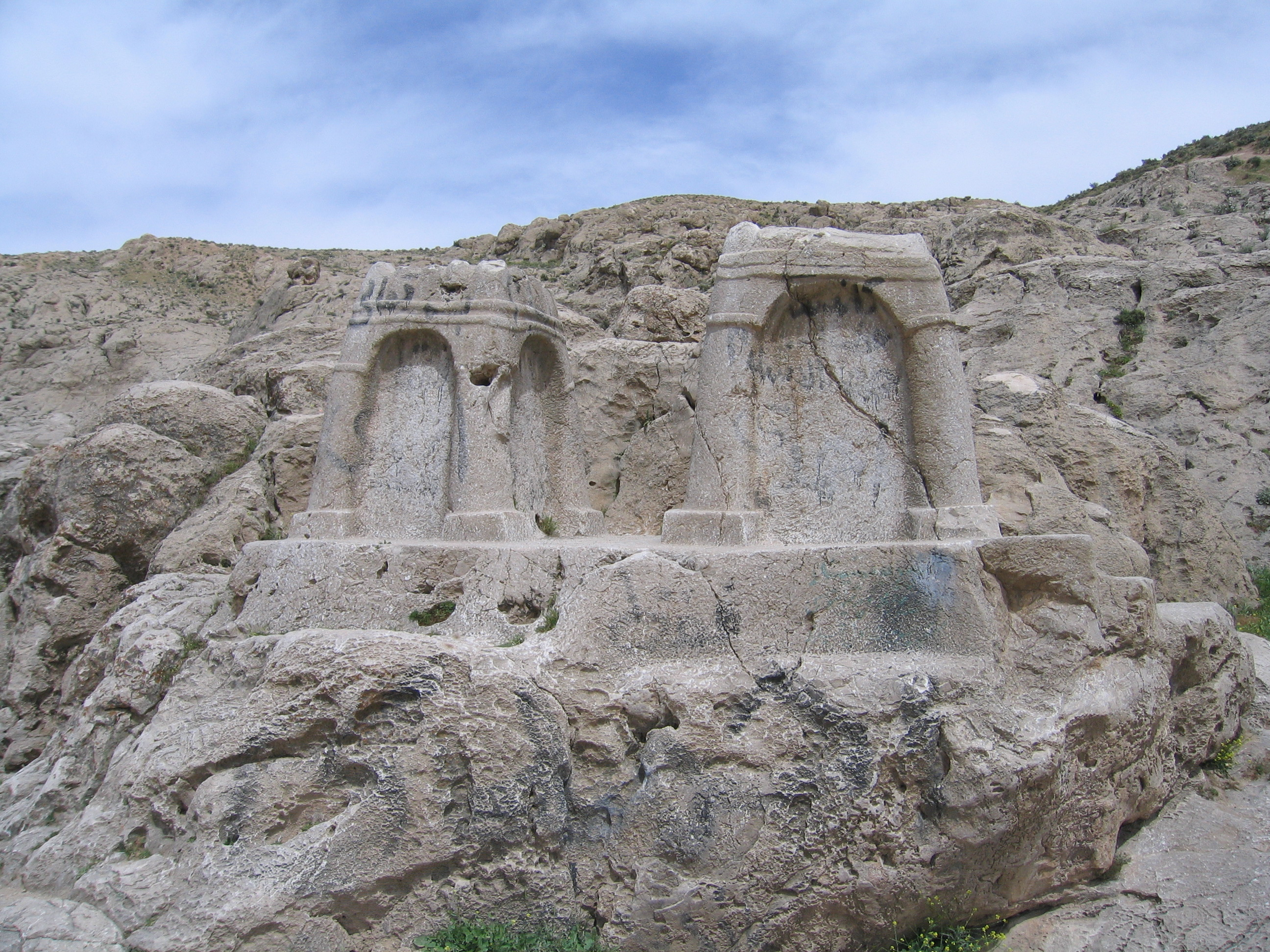
聖火台跡（イラン）

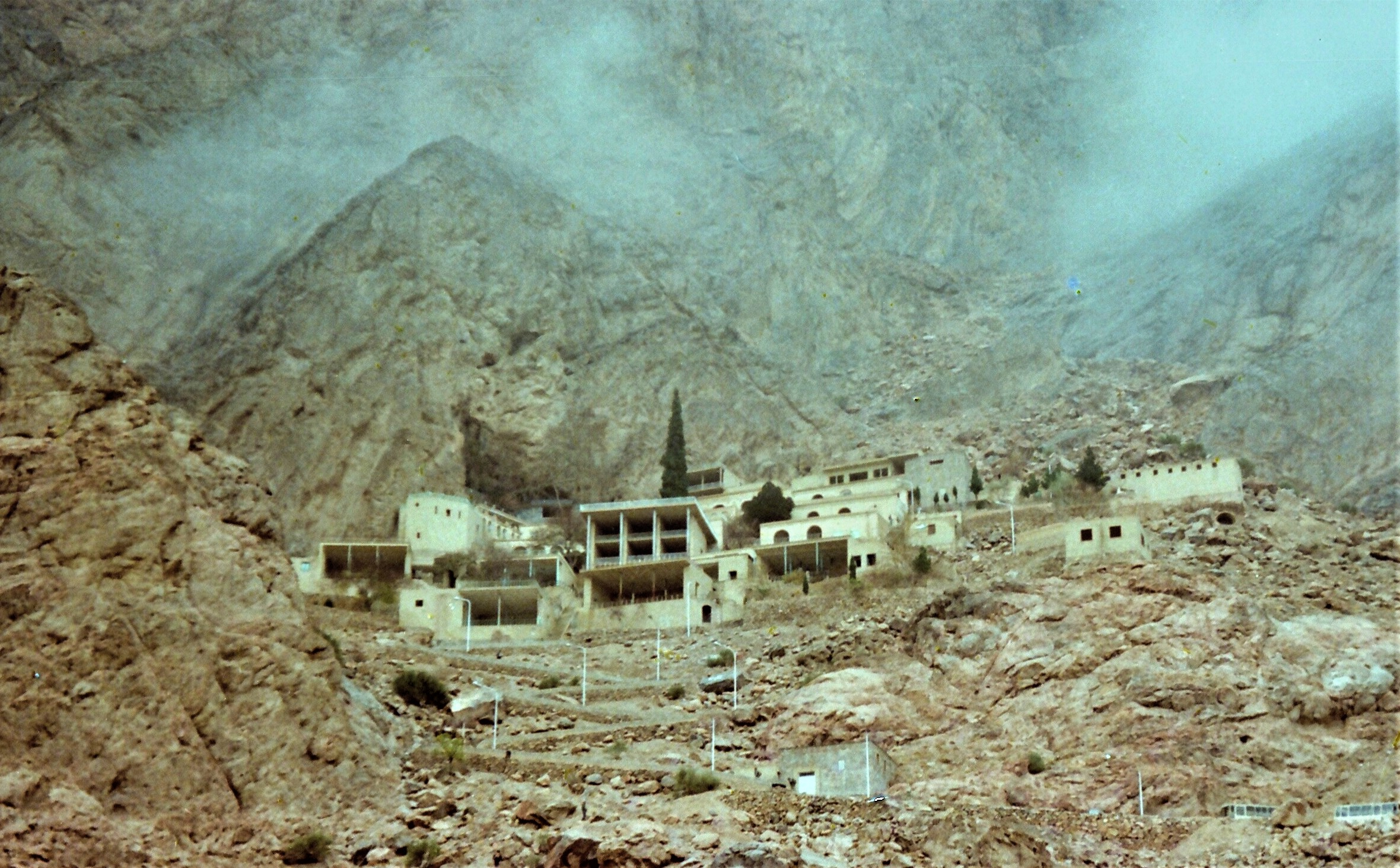
チャクチャク (ヤズド州)

イラン高原に住んでいた古代アーリア人はミスラやヴァーユなど様々な神を信仰する多神教（原イラン多神教）であった。この原イラン多神教を基に、ザラスシュトラ（ゾロアスター、ツァラトゥストラ）がアフラ・マズダーを信仰対象として紀元前1200年頃から紀元前7世紀頃（有力なのは紀元前7世紀説）に創設したのがゾロアスター教のルーツである。そのため、創始者のいる最古の宗教といわれる。
紀元前6世紀のアケメネス朝ペルシア成立時、既に王家と王国の中枢をなすペルシア人のほとんどが信奉する宗教であったとも言われている。イラン西部のベヒストゥン碑文にダレイオス王が至高神アフラ・マズダの御意により王となりえたと記されている。これに対し、3世紀のサーサーン朝成立まで、長らくアーリア人の諸宗教の一派に過ぎなかったとする見方もある。このため21世紀初頭のゾロアスター研究では、古代アーリア人の諸宗教を記述することでアーリア人の民族宗教研究に奥行きを持たせようとする傾向がある。紀元前3世紀に成立したアルサケス朝パルティアでもヘレニズムの影響を強く受けつつアーリア人の信仰は守られた。3世紀初頭に成立したサーサーン朝ペルシアでは国教とされ、王権支配の正当性を支える重要な柱とみなされた。サーサーン朝期には聖典『アヴェスター』が整備された。また、活発なペルシア商人の交易活動によって中央アジア・中国へも伝播していった。
7世紀後半以降、アラブ人イスラム教徒の支配でゾロアスター教は衰退し、その活動の中心はインドに移った。17世紀以降、イギリスのアジア進出のなかで、イギリス東インド会社とインドのゾロアスター教徒の関係が深まり、現在も少数派ながらインド経済社会で少なからぬ影響力を持つ。聖地はイラン、ヤズド近郊に位置するチャクチャク。
ゾロアスター教は光（善）の象徴としての純粋な「火」（アータル、アヴェスター語: ātar）を尊ぶため、拝火教（はいかきょう）とも呼ばれる。ゾロアスター教の全神殿には、ザラスシュトラが点火したとされる火が絶えることなく燃え続け、神殿内には偶像はなく、信者は炎に向かって礼拝する。中国では祆教（けんきょう）とも筆写され、唐代には「三夷教」の一つとして隆盛した。他称としてはさらに、アフラ・マズダーを信仰するところからマズダー教の呼称がある。ただし、アケメネス朝の宗教を「ゾロアスター教」とは呼べないという立場（たとえばエミール・バンヴェニスト）からすると、ゾロアスター教はマズダー教の一種である。また、この宗教がペルシア起源であることから、インド亜大陸では「ペルシア」を意味する「パールシー（パースィー、パーシー）」の語を用いて、パールシー教ないしパーシー教とも称される。
今日、世界におけるゾロアスター教の信者は約10万人と推計されている。インド・イラン・欧米圏などにも信者が存在するが、それぞれの地域で少数派にとどまっている。
その来世観・終末論がセム的一神教や仏教などに影響を与えたという説もある。善悪二元論を特徴とするが、善の勝利と優位が確定されている。「世界最古の一神教」とも言われることもある。

## 教義
ザラスシュトラの教え（原ゾロアスター教）がどのようなものだったのか、聖典『アヴェスター』が極めて難解なことから、今日では正確には分かっていない。様々な宗教の影響を受けて、6～9世紀にようやく教義が確立したとする向きもある。
ここではゾロアスター教の主な教義を記述したのち、その教義史について概観する。

### 儀式
ゾロアスター教で最重要の儀式とされるのがジャシャンである。これは、「感謝の儀式」とも呼ばれ、物質界・精神界に平和と秩序をもたらすと考えられている。ゾロアスター教徒は、この儀式に参加することで生きていることの感謝の意を表し、儀式のなかでも感謝の念を捧げる。ゾロアスター教祭司は、白衣をまとい、伝統的な帽子をかぶり聖火を汚さぬよう白いマスクをして儀式に臨む。ここでは清浄さが求められる。
7歳から12歳ころまでにかけてゾロアスター教入信の儀式「ナオジョテ（ナヴヨテ）」が行われる。儀式で入信者は純潔と新生の象徴である白い糸（クスティ）と神聖な肌着（スドラ）を身につけ、教義・道徳とを守ることを誓願する。

### 守護霊

ペルセポリスにのこされたゾロアスター教の守護霊フラワシ像

ゾロアスター教の守護霊は、善を表し、善のために働く「フラワシ」である。フラワシはこの世の森羅万象に宿り、あらゆる自然現象を起こす霊的存在として神の神髄を表し、助けを求める人を救うであろうと信じられている。

### 礼拝
ゾロアスター教の礼拝は、「拝火神殿」と称される礼拝所で行われる。神殿は信者以外は立入禁止で、信者は礼拝所に入る前、手・顔を清め、クスティと呼ばれる祈りの儀式をおこなう。クスティののち履物を脱いで建物に入り聖火の前に進んで、その灰を自分の顔に塗って聖なる火に対して礼拝を捧げる。

### 葬送

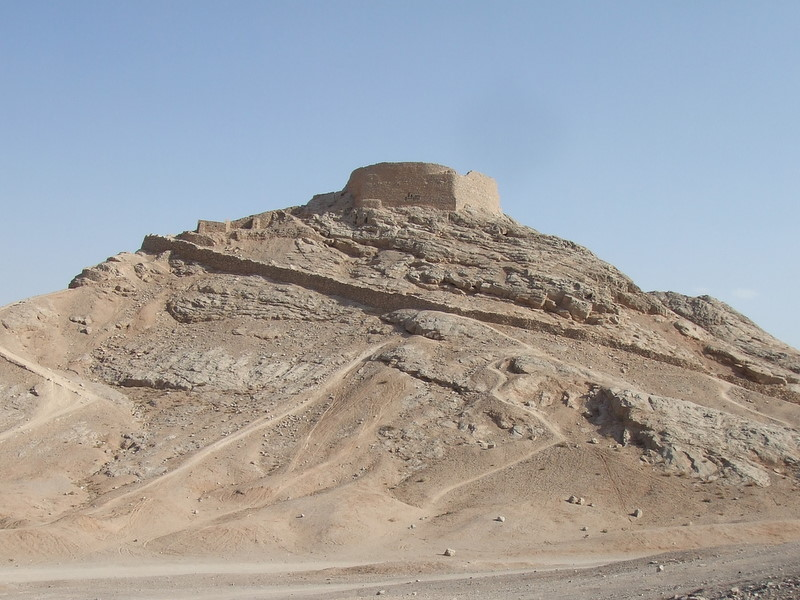
ヤズド（イラン）の「沈黙の塔」

ゾロアスター教の葬送は、鳥葬・風葬である。この葬送は、遺体を埋納せず野原などに放置し、風化ないし、鳥がついばむなど自然に任せるもので、そのための施設が設けられることもある。この施設は一般に「沈黙の塔（ダフマ）」と呼ばれ、屋根を設けず、石板の上に死者の遺体を置き、上空から鳥が降下して死体をついばむ構造となっている。ゾロアスター教の教義上、人間はその肉体もアフラ・マズダーなど善神群の守護のもとにあるため、清浄な創造物である遺体に対して不浄がもたらされないよう、鳥葬・風葬がされると説明されている。

### 最近親婚
ゾロアスター教の聖典『アヴェスター』のヴェンディダード（除魔の書）などでは、自分の親・子・兄弟姉妹と交わる最近親婚を「フヴァエトヴァダタ」と呼び、最大の善徳と説いた。アケメネス朝期の伝承を綴った『アルダー・ウィーラーフの書』では、ニーシャープールの聖職者ウィーラーフの高徳の中で、最も称賛されるのが7人の姉妹と近親婚したこととされる。また、彼は冥界の旅の中で天国で光り輝く者達を見たが、その中に住まう者として近親婚を行った者の姿があった。反対に、近親婚を破算にした女が地獄で蛇に苛まれている記述があり、その苦痛は永遠に続くという。ゾロアスター教の影響下にあった古代ペルシャでは、王族、僧侶、平民など階級の区別なく親子・兄弟姉妹間の近親婚が行われていた。

### 善悪二元論とゾロアスター教の神々
ゾロアスター教の教義の最大の特色は、善悪二元論と終末論である。世界は至高神アフラ・マズダー率いるスプンタ・マンユと悪の霊アンラ・マンユ（アフリマン）、およびそれに率いられる善神群（アムシャ・スプンタ）と悪神群（ダエーワ）の両勢力が互いに争う場で、生命・光と死・闇との闘争とされる。
最初に2つの対立する霊があり、両者が相互の存在に気づいたとき、善の霊（知恵の主アフラ・マズダー）が生命・真理などを選び、それに対してもう一方の対立霊（アンラ・マンユ）は死・虚偽を選んだ。アフラ・マズダーは、戦いが避けられないことを悟り、戦いの場とその担い手として天・水・大地・植物・動物・人間・火の7段階からなるこの世界を創造した。各被造物はアフラ・マズダーの7つの倫理的側面により、特別に守護された。対してアンラ・マンユは大地を砂漠に、大海を塩水にし、植物を枯らして人間や動物を殺し、火を汚すという攻撃を加えた。しかしアフラ・マズダーは世界を浄化し、動物や人間を増やすなど、不断の努力でアンラ・マンユのまき散らす衰亡・邪悪・汚染などの害悪を、善きものに変えていった。このように、歴史を創造された「この世界」を舞台とした2大勢力の戦いと理解した。

#### アフラ・マズダーと善神群

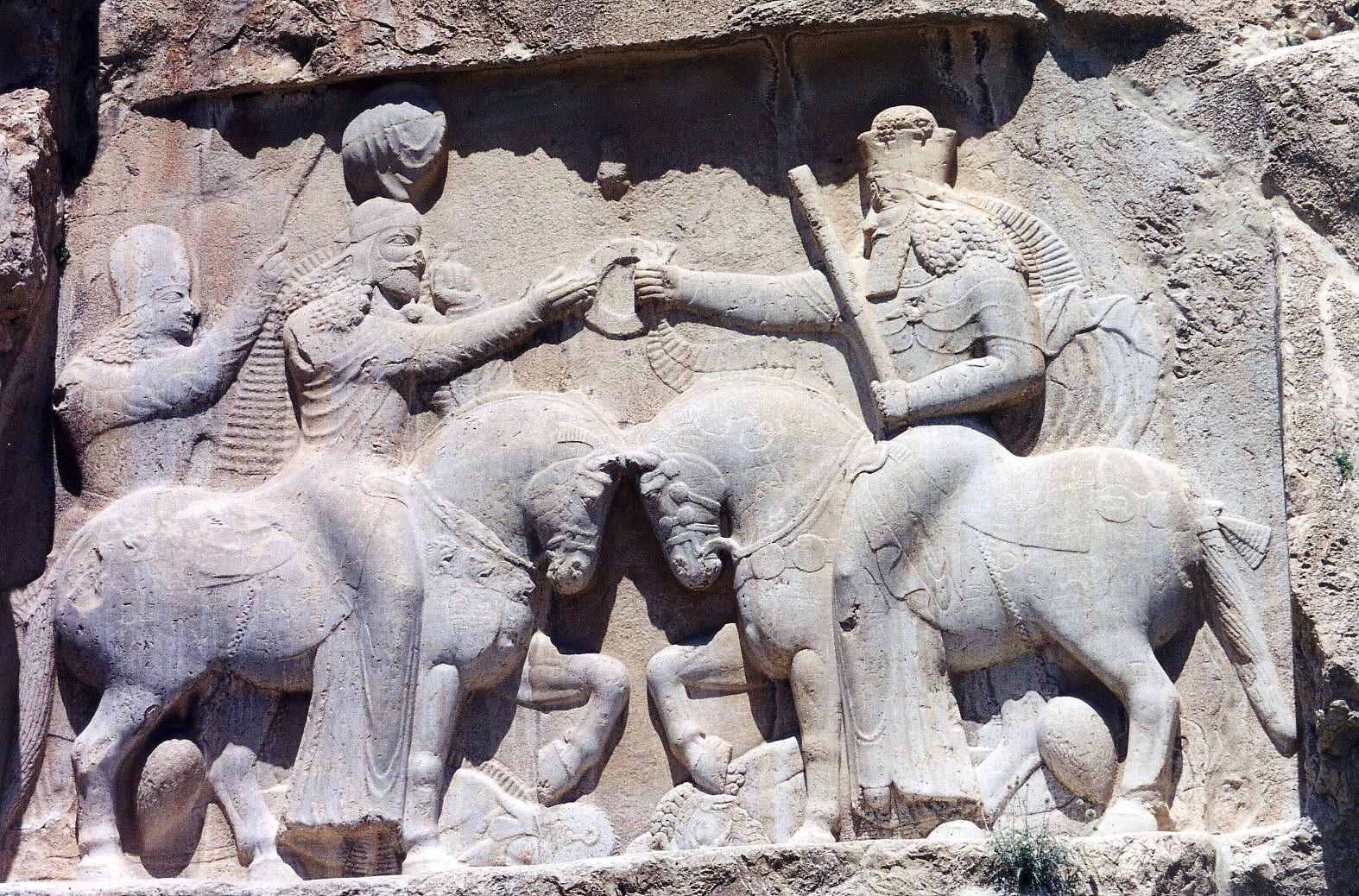
アフラ・マズダー（右）より王権の象徴を授受されるサーサーン朝のアルダシール1世（左）のレリーフ（ナクシェ・ロスタム）

アフラ・マズダーは、ゾロアスター教の主神。みずからの属性を7つのアムシャ・スプンタ（七大天使、不滅なる利益者たち）という神々として実体化させ、天空・水・大地・植物・動物・人・火の順番で創成した、世界の創造者である。
アフラ・マズダーを補佐する善神（アムシャ・スプンタ）としては、次の7神がある。
スプンタ・マンユ
人類の守護神。「聖霊」を意味する。アフラ・マズダーと同一視されることもある。
ウォフ・マナフ
動物界の統治者。「善なる意思」を意味し、アフラ・マズダーの言葉を人類に伝達する役割。常に人間の行為を記録し、やがて訪れる「最後の審判」でその記録を詠みあげるとされる。
アシャ・ワヒシュタ（アシャ）
「聖なる火」の守護神。「宇宙を正しく秩序づける正義」に由来し、天体の運行や季節の移り変わりを司る。虚偽の悪魔ドゥルジに対峙する。
スプンタ・アールマティ
大地の守護神。代表的な女神（女性天使）。「献身」「敬虔」の名の通り、宗教的調和や信仰心の強さ、さらに信仰そのものを顕現する。「背教」と「推測」の悪魔タローマティと対立する。
クシャスラ（フシャスラ・ワルヤ）
金属・鉱物の守護神。「理想的な領土ないし統治」に由来し、「天の王権」を象徴する。アフラ・マズダーによる「善の王国」建設のために尽力する。
ハルワタート
水の守護神。「完璧」を意味する女性の大天使。アムルタートとは密接不可分とされる。
アムルタート
植物の守護天使。主神アフラ・マズダーの子。名は「不死」に由る。ハルワタートと力を合わせて地上に降雨をもたらすまた、善神の象徴は炎とされ、そこから火の崇拝が生まれている。

#### アンラ・マンユと悪神群
悪神アエーシュマの影響で成立したと考えられる。
善神と対峙する悪魔は、以下の通り。
アンラ・マンユ（別名：アフリマン、アーリマン）
ゾロアスター教における大魔王。虚偽・狂気・凶暴・病気など、あらゆる悪や害毒を創造する。
アエーシュマ
怒りと欲望を司り、人間を悪行にいざなう。天使スラオシャとは対立関係にある。
アジ・ダハーカ
3頭3口を有し、口からは毒を吐き出す。残忍でずる賢く、地上にあっては人間の姿をして善人をそそのかす悪魔である。
ジャヒー
女悪魔で売春婦の支配者。婦人に月経の苦しみをあたえたとされる。
タローマティ
アヴェスター語で「背教」を意味する。女性天使アールマティと対立関係にある。
ドゥルジ
疫病をもたらす女の悪魔。天体運行をになうアシャとは対立関係にある。
パリカー
女悪魔の総称。ドゥルズーヤー、クナンサティー、ムーシュは、そのなかでも「三大パリカー」として恐怖の対象となった。

### 終末論と三徳
ゾロアスター教の歴史観では、宇宙の始まりから終わりまでの期間は1万2000年とされ、3000年ずつ4つに区切られ、「（霊的＋物質的）創造（ブンダヒシュン）」「混合（グメーズィシュン）」「分離（ウィザーリシュン）」の3期に分けられ、現在は「混合の時代」とされる。アフラ・マズダーによる「創造」によって始まった「創造の時代」は完璧な世界だったが、アンラ・マンユの攻撃後は「混合の時代」に入り、善悪が入り混じって互いに闘争する時代となる。全人類は人生においてこの戦いに否応なく参加することになり、アフラ・マズダーやアムシャ・スプンタを崇拝して悪徳を自らの中から追い出し、善が勝つよう神々とともに悪に打ち克つ努力をしなければならない。死後、楽土へ向かう「チンワト橋（選別者の橋）」でミスラの審判を受けて善行を積んできた者は、自分自身の意識が形となった美しい少女ダエーナーに導かれて楽土（天国）へ渡り、悪を選んだ者は橋から落ちて地獄に向かう。そして将来的には「治癒」（フラショー・クルティ、フラシェギルド）と呼ばれる善の勝利と歴史の終末が起こり、それ以後の「分離の時代」には善悪は完全に分離し、アンラ・マンユと悪を選んだ者たちは消滅し、世界は再び完璧で理想的なものとなって、「分離の時代」は永遠に続くと考えられた。
ゾロアスター教では、善神群と悪神たちとの闘争後、最後の審判で善の勢力が勝利すると考えられ、その後、新しい理想世界への転生が説かれる。そして、そのなかで人は、生涯において善思・善語・善行の3つの徳（三徳）の実践を求められる。人はその実践に応じて、臨終に裁きを受けて、死後は天国か地獄のいずれかへか旅立つと信じられた。世界の終末には総審判（「最後の審判」）がなされる。そこでは、死者も生者も改めて選別され、すべての悪が滅したのちの新世界で、最後の救世主によって永遠の生命をあたえられる。この教義が、アケメネス朝の時代においてユダヤ人に伝わり、ユダヤ教・キリスト教の最終戦争による終末論とメシア（救世主）思想、千年王国の考えに影響を与えたとも考えられている。

### 自然崇拝的要素
ゾロアスター教は自然崇拝の原イラン多神教を母体とし、ザラスシュトラがそれを体系化したと考えられる。原イラン多神教の天の神ヴァルナの信仰は、ザラスシュトラらによって道徳的意味を付与されアフラ・マズダーという宇宙創造の至高神の地位をあたえられた。ゾロアスター教においては、火のみならず、水、空気、土もまた神聖なものととらえられている

### 教義史
原ゾロアスター教の教義
ザラスシュトラはアヴェスター語の口伝『アヴェスター』の『ガーサー』部分を遺しているが、その正確な意味は現在では失われている。また『ガーサー』は世界に秩序をもたらす呪文に過ぎず、まとまった思想内容を見出すのは困難である。以下にザラスシュトラが説いたと思われる思想を記述するが、これがどこまでザラスシュトラ本人によるものかは分からない。紀元前500年ごろ（アヴェスター語が口語として機能していたと考えられる最後の時期）、神官たちによって口伝アヴェスターが一貫したストーリーとして編集され、以下のストーリーを成立させたとする説もある
最高神アフラ・マズダーから善の霊スプンタ・マンユと悪の霊アンラ・マンユが生まれ、相争う。アフラ・マズダーは、混沌とした宇宙に秩序をもたらそうと苦労する存在として描かれ、スペンタとアンラの争いも傍観しているだけである。原イラン多神教の神々は善側と悪側に再編され、それぞれスペンタとアンラに仕える存在とさせられた。人間はそのどちらかにつく自由意志であり、善につけば天国、悪に就けば地獄へ死後向かうと定められた。
なお、ザラスシュトラはアフラ・マズダーのみを崇める拝一神教的な教えを説いたが、弟子たちによって原イラン多神教の神々が取り入れられたとする説もある。
マゴス神官団の影響（後述）
イラン高原に住んでいたメディア王国では、マゴス族（マゴス神官団）が祭儀を担っていた。ヘロドトスやストラボンによるとマゴスは鳥葬、清浄儀礼、悪なる生物の殺害、最近親婚など独自の儀式を持っていた。これらの教義がゾロアスター教に混入した可能性が指摘されている
ズルワーン教の教義（参照）
サーサーン朝時代には狭義のゾロアスター教（ザラスシュトラの教え）が国教となるが、外国語資料ではズルワーンが最高神として描かれる。アフラ・マズダーはスペンタ・マンユと混同し、善神オフルマズドとして悪神アフレマン（アンラ・マンユ）と同格になった。ズルワーン教にはヘレニズムやインド思想の影響が指摘されている。
二元論的ゾロアスター教の教義
6～9世紀、ゾロアスター教から中立な最高神が消滅し、善なる最高神オフルマズドと悪の最高神アフレマンが並立する純粋な二元論が成立する。この教義は豊富なパフレヴィー語資料によって現代まで詳細が伝わっており、善悪二元論として一般的にイメージされるゾロアスター教もこれに近いと思われる。
また、近年ではマニ教から二元論を取り入れたとする説もある

## 聖典
ゾロアスター教の聖典は『アヴェスター』である。ザラスシュトラの言葉と彼の死後に叙述された部分で構成され、サーサーン朝期に編纂されたと考えられる。全21巻とされ、そのうち約4分の1が現存する。書籍化にあたり、古代アヴェスター語をパフラヴィー文字に書き換えるとき、表記できない音が合ったため、キリスト教パフラヴィー文字やギリシア文字を借用して、新たにアヴェスター文字が作られた。アヴェスター語の方が遥かに古いものの、表記用の文字が発明されたのはパフラヴィー語の後塵を拝した。しかし、『聖書』や『クルアーン』のように当初から教徒の間で広くその権威が認められたわけではなかった。『アヴェスター』が書かれたペルシア州の遠方では、8世紀になっても一般信徒の間で『アヴェスター』の存在が知られておらず（または理性的に語る聖典とは見られておらず）、ザラスシュトラも（少なくとも預言者としては）認識されていなかった。さらに神官でも『アヴェスター』を知らず、それとかなり異なる教義を信じていた節がある。
メソポタミア神話・エジプト神話・ギリシア神話の信仰が失われた今日、ゾロアスター教はヒンドゥー教と並び現存する世界最古の体系的宗教・経典宗教とも言われる。ただし、聖典の確立と明確な教義の整備という点では、後発のキリスト教・仏教・マニ教などに数世紀の遅れをとった。

## 歴史

### 資料
ゾロアスター教に関する資料は以下の3時代に偏って存在する
- 原ゾロアスター教時代（紀元前1000年前後数世紀） - 原始教団によって保存され、6世紀に文字化された『アヴェスター』（アヴェスター語）
- ズルワーン教時代（3〜5世紀） - 外部資料（パフレヴィー語・アルメニア語・シリア語・アラビア語）とわずかな内部資料（ペルシア語）
- 二元論的ゾロアスター教時代（6〜10世紀） - 豊富なパフレヴィー語資料

このうち原ゾロアスター教研究は未だ安定段階に達しておらず、『アヴェスター』その中でも特にザラスシュトラ直伝と思われる「ガーザー」の解釈については決定的な説が存在しない。ズルワーン主義についても内部資料が少ないため正確なことは分かっていないが、現代にまで伝わる二元論的ゾロアスター教とはかなり差があると考えられる

### 分類
アーリア人の宗教には様々な形態があり、時代によって大きな変化を遂げ、また地域差も大きかったと考えられている。ここでは、アーリア人の諸宗教について想定される宗派を一覧化する。
| 名称           | 崇拝対象                             | 備考 | 出典  |
| -------------- | ------------------------------------ | --- | ----- |
| 原イラン多神教 | アフラ・マズダー ミスラ ヴァルナなど | 古代アーリア人によって信仰された宗教 マズダー教・原ゾロアスター教などの源流として想定されている                                      | 後述  |
| マズダー教     | アフラ・マズダー                     | アーリア人の宗教のうち、特にアフラ・マズダーを崇拝した宗教 原ゾロアスター教の源流としても想定される アケメネス朝の国教とする説もある | [ 1 ] |
| ミスラ教       | ミスラ                               | アーリア人の宗教のうち、特にミスラを崇拝した宗教 パルティア・アルメニアなどの国教とする説もある                                      | 後述  |
| ズルワーン教   | ズルワーン                           | アーリア人の宗教のうち、特にズルワーンを最高神として崇拝した宗教 サーサーン朝の国教とする説もある                                    |       |

| 名称                                        | 崇拝対象              | 備考 | 出典       |
| ------------------------------------------- | --------------------- | --- | ---------- |
| 原ゾロアスター教                            | アフラ・マズダー      | ザラスシュトラによって開かれたゾロアスター教のルーツ ナオラタ部族国家の国教 狭義のゾロアスター教はこの流れを汲む宗派のみを指す                   | 後述       |
| アケメネス朝の国教                          | アフラ・マズダー      | アケメネス家に信仰されたマズダー教 狭義のゾロアスター教であるかは議論がある                                                                      | 後述       |
| インドのイラン系宗教                        | ミヒラ（ミスラ?）など | インドのイラン系アーリア人によって信仰された宗教 パールシー以前2、3の集団について記録が残っている                                                | 後述       |
| パルティアの国教 パルティア的ゾロアスター教 | ミスラなど?           | アルサケス家に信仰されたアーリア人の宗教 アルメニアの国教と近縁とされる 狭義のゾロアスター教であるかは議論がある                                 | 後述       |
| アルメニアの国教 アルメニア的ゾロアスター教 | ミスラなど            | 前1世紀 - 後4世紀にアルメニアの王族達に信仰されたアーリア人の宗教 ミスラの地位が高いため、ミスラ教ともされる アルメニアのキリスト教化に伴い衰退  | 後述       |
| ミヒラ教                                    | ミヒラ（ミスラ?）     | アーリア系遊牧国家エフタルの王ミヒラクラが信仰した宗教 太陽崇拝を伴うミスラ崇拝と思われる インドに残った集団はガンダーラ・ブラーフマガと呼ばれた | [ 22 ]     |
| サーサーン朝の国教 ペルシア的ゾロアスター教 | アフラ・マズダー      | サーサーン家に信仰された狭義のゾロアスター教 ペルシアのイスラム化に伴い衰退                                                                      | 後述       |
| 二元論的ゾロアスター教                      | オフルマズド          | 一神教的要素を排除したゾロアスター教 善の最高神オフルマズド（アフラ・マズダー）を崇める サーサーン朝後期に成立したと思われる                     | 後述       |
| メソポタミア的ゾロアスター教                | ズール（ズルワーン?） | サーサーン朝期にメソポタミアで信仰されたと思われるゾロアスター教（ズルワーン教?） ズールなる神に生贄を捧げる                                     |            |
| ホラーサーン的ゾロアスター教                |                       | イスラム統治時代初期にホラーサーンで信仰されたと思われるゾロアスター教 預言者も啓典もないとされるため、二元論的ゾロアスター教とは異なる          | [ 注釈 2 ] |
| パールシー                                  | アフラ・マズダー      | イスラムの支配を逃れインドに移ったゾロアスター教徒のグループ 狭義のゾロアスター教の国教の流れを汲む                                              | 後述       |
| ソグド的ゾロアスター教                      |                       | ソグド人に信仰されたアーリア人の宗教 中国では祆教と呼ばれた 中央アジアから唐代の中国まで広がった 中央アジアのイスラム化により衰退                | 後述       |
| 宋代漢民族的ゾロアスター教                  |                       | ソグド的ゾロアスター教が宋代までに漢化したもの 引き続き祆教と呼ばれた                                                                            | 後述       |
| クルド人的ゾロアスター教                    |                       | クルド人に信仰されていたアーリア人の宗教 詳細不明 後にイスラム教と混濁してヤズィーディーに変化する                                               | 後述       |

### 原イラン多神教
ザラスシュトラは全く新しい宗教を創設したわけではなく、既存宗教（原イラン多神教）の祭司として『アヴェスター』で描かれる。この宗教は、「インド・イラン人の宗教」や「アーリア人の宗教」、「ヴェーダ型の多神教」、「先ガーサーの宗教（pre-Gathic religion）」などとも呼ばれ、多神教で太陽・火・水・雷・嵐などを崇拝していた。インド古代宗教との類似点も指摘される。そして「三大アフラ」として叡智の神アフラ・マズダー、火の神ミスラ、水の神ヴァルナが存在していた。
メアリー・ボイスによれば、アフラ・マズダー（アスラ）、ミスラ、ヴァルナの3柱の「主」は、極めて倫理的な存在で、「自然法則」（イランではアシャ、インドではリタ、と称する）を擁護しつつ、自らもこれに従う。こういった高度な観念は、原インド・イラン語族が早くも石器時代に発展させたものと考えられ、その末裔の宗教に深く織り込まれていると考えられる。そのため、単にアフラ・マズダーやミスラを信仰するだけでは、厳密にはゾロアスター教徒と言えない。
「異教時代」と呼ばれる過去のイラン人と区別するための判断基準は、ゾロアスター教信仰告白「フラワラーネ」にあらわれる。そこでは5条件が挙げられた。すなわち、
1. アフラ・マズダーを礼拝すること
2. ゾロアスターの信奉者であること
3. 好戦的で不道徳な神ダエーワと敵対すること
4. アフラ・マズダーが創造した偉大な7つ（ないし6つ）の存在アムシャ・スプンタ（「聖なる不死者」）を礼拝すること
5. すべての善をアフラ・マズダーに帰すること

である。
この5つに加え、アフラ・マズダーを創造主と捉えたことが、原イラン多神教と著しく異なる。。
原イラン多神教がいつどのようにザラスシュトラの創設した「原ゾロアスター教」へ引き継がれたのかは学説が分かれている。「2段階説」では、原イラン多神教がザラスシュトラに直接引き継がれたことになっている。これに対してザラスシュトラ以前からアフラ・マズダーを崇拝したマズダー教が存在したとして、原イラン多神教→マズダー教→原ゾロアスター教の順に成立したと見る「3段階説」もある。この説に従えば、ザラスシュトラ以降、3者が並存した時期がある可能性もある

### 原ゾロアスター教
| \| \| \| \| \| \| \| \| \| 善の霊スプンタ・マンユ \| \| \| \| \| \| \| \| \| \| \| \| 叡智の神アフラ・マズダー \| \| \| \| \| \| \| \| \| \| \| \| \| \| \| \| \| \| 悪の霊アンラ・マンユ \| \| \| \| \| \| \| \| \| \| \| 太字は最高神 |  |  |  |  |  |  |  |                        |
| 中立的なアフラ・マズダーが宇宙を秩序化 その下で善の霊と悪の霊が争う |  |  |  |  |  |  |  |                        |
| |  |  |  |  |  |  |  | 善の霊スプンタ・マンユ |
| |  |  |  |  |  |  |  |                        |
| 叡智の神アフラ・マズダー |  |  |  |  |  |  |  |                        |
| |  |  |  |  |  |  |  | 悪の霊アンラ・マンユ   |
| |  |  |  |  |  |  |  |                        |

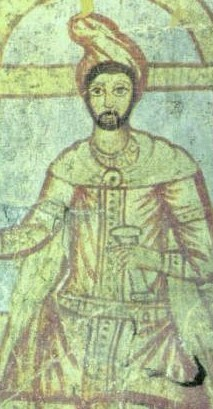
ザラスシュトラの肖像（3世紀）。「ゾロアスター教」の呼称も彼の名に由来するが、その生涯は今となっては不明な部分も多い

ゾロアスター教の開祖ザラスシュトラ・スピターマやゾロアスター教の成立に関しては、不明な部分が少なくない。ザラスシュトラの誕生地は、アゼルバイジャン説・スィースターン説・中央アジア説などがある。活動時期は言語学的見地から紀元前1000年以前とする説と伝承などから紀元前1000年-前6世紀とする説がある。ザラスシュトラは、原イラン多神教を改革し、倫理的要素を付加した二元論・終末論を軸とする新宗教（原ゾロアスター教）を創設した。
ハエーチャスパ族の神官一家に生まれたザラスシュトラは、20歳で放浪の旅に出た。彼は、唯一神アフラ・マズダーの啓示を伝える使者を名乗り、この世界は善悪二神の争いの場であると説いた。このような世界観は、一神教的二元論とも言われる
ザラスシュトラが42歳の時、ナオラタ族の王カウィ・ウィーシュタースパに登用され、宰相とも婚姻関係を結び権力の後ろ盾を得た。ザラスシュトラの死後、娘婿（宰相）のジャーマースパ・フウォーグワが教団を引き継いだ。教祖が死んでも国家権力を背景としていた教団が揺らぐことは無かったと見られている。ゾロアスター教発祥の地と信じられているアフガニスタン北部の古代バルフ（Balkh、ダリー語・ペルシア語：بلخ）に、ザラスシュトラが埋葬されたと伝えられている。この地はゾロアスター教徒から神聖視されてきた。
ジャーマースパ以降、教団指導部は教勢拡大のためにザラスシュトラの急進的な教えを軟化させ、原イラン多神教の神々に独自の機能とそれに捧げる伝統的呪文を認めた。これにより原イラン多神教と原ゾロアスター教の融和を図ったが、両者の区別はあいまいになった。
その後、ナオラタ部族国家は歴史から姿を消した。ゾロアスター教団は権力基盤を失い、弱い立場に立たされたと見られている。歴史資料にザラスシュトラが登場するのは、前5世紀のギリシア語文献に「偉人ゾロアストレス」として言及されるまで待たなければならない。

### アーリア人の諸宗教の展開
他宗教への影響と同様、ゾロアスター教の政治への影響力の大きさも、研究者によって意見が分かれる。一般に古代の政治-宗教関係は密接であったため、他宗教への影響が大きいと考える研究者ほど、その政治的影響も強かったと考える傾向にある。歴代王朝下でゾロアスター教は常に国教的役割を担ったと考える者もいるが、見解は統一されていない。青木健は、古代アーリア人の諸宗教とゾロアスター教の境界は曖昧で、サーサーン朝成立まで、そのどちらとも取れるような諸宗教が人々に幅広く受容されていたとしか言えないと指摘している。

#### マゴス神官団の台頭
ギリシアの歴史家ヘロドトスによるとアーリア系のメディア王国（前715年頃 - 前550年頃）にはマゴス族とよばれる神官たちがいた。彼らは拝火儀礼、鳥葬、清浄儀礼、悪なる生物（カエル・サソリ・ヘビなど）の殺害、最近親婚、牛の犠牲獣祭といったメディア人の宗教行為を担っていたが、拝火儀礼・犠牲獣祭以外は原イラン多神教に見られない独自の風習であるとされる。非インド・ヨーロッパ語族的な名称を持ち、独特な風習を持つことから、マゴスはアゼルバイジャン付近の土着民族であったとする説もある。東方からメディアに来たと思われるゾロアスター教団はマゴス神官団の権勢に圧倒され、爬虫類殺害や最近親婚を取り入れ、葬式は土葬から鳥葬、犠牲獣祭も羊から牛に転換したとみられている。
メディア王家の血を引くペルシア王キュロス2世（大王、在位前550年 - 前529年）は紀元前550年にメディアを滅ぼし、アケメネス朝ペルシア（前550年-前330年）を建国した。キュロスは小アジアから中央アジアに至る空前の大帝国を建設し、史上初めてイラン高原とメソポタミア平原の両方を支配した。
キュロス王家の信仰は不明なところが多い。ボイスはキュロスがゾロアスター教徒であったと主張している。また、考古学的な見地からはキュロスの建造した拝火壇やキュロスの墓はバビロニア的要素が含まれているとされる。一方、キュロスの息子カンビュセス2世（在位前529年頃 - 前522年）は実姉アトッサや実妹ロクサーナと近親婚しており、マゴス神官団の影響がうかがえる。また「マゴス神官団ガウマータ」が王族スメルディスに成りすましたとされていることから、キュロス王家ではマゴス神官団が重用されていたとみる向きもある。
ただしキュロス王家は臣民たちに改宗を強制せず、キュロスがバビロンを征服した紀元前536年には、バビロン捕囚にあっていたユダヤ人たちを解放している。また、進んだ文明を持つメソポタミアやエジプトの信仰を尊重し、政治的な中央集権と文化的な地方分権を敷いたとされる。このようなことから、キュロス王家がゾロアスター教徒だったとしても「支配者の宗教」という意味に限定される。この結果、シンクレティズムが促されてユダヤ教エッセネ派が隆盛し、キリスト教に継承されたとも言われる。アケメネス朝期のギリシアにおけるピタゴラス教団・オルフェウス教、さらにペルシャ高原東部では大乗仏教伝播にともなう弥勒菩薩信仰と結びつき、マニ教もゾロアスター教の影響を強く受けたとされる。イスラム教もまたマニ教と並んでゾロアスター教の影響も受けており、啓典『クルアーン』（コーラン）にもゾロアスター教徒の名が登場する。

#### マズダー崇拝の台頭

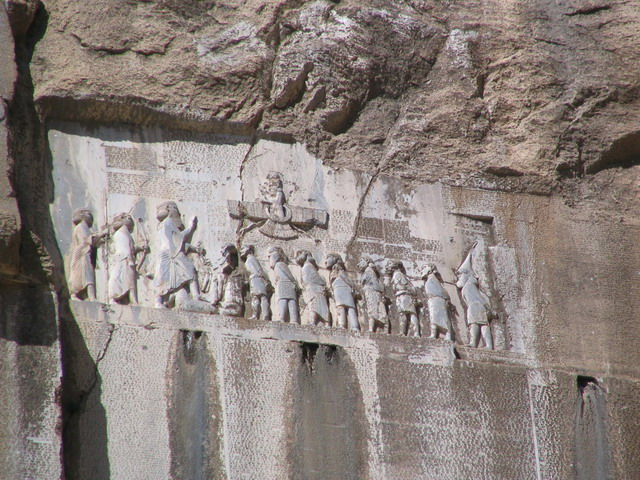
ダレイオス1世によるベヒストゥン碑文。自らの即位の経緯と正当性を主張する文章とレリーフが刻まれている

キュロスの後継者カンビュセス2世は妹で妻のロクサーナを「殺害」、その後「自殺」した。後継者として王の弟スメルディス（にそっくりの神官ガウマータ）が即位するも、カンビュセスの元親衛隊長ダレイオスに「偽物と見破られ」、殺害される。その後、アケメネス朝傍流を名乗るダレイオスは、9人のライバルを倒し、ダレイオス1世（在位前522年 - 前486年）として大王（皇帝、諸王の王）に即位した。これによりアケメネス朝直系のキュロス王家は途絶え、ダレイオス家に王位が移った
ダレイオス王家の大王たちはアーリア人の宗教を信仰していた形跡があるが、その一派であるザラスシュトラの教え（狭義のゾロアスター教）に帰依していたかどうかには議論がある。なお、アケメネス朝の碑文にはアフラ・マズダー（正確にはアウラマズダー）のほか、ミスラやエラム・メソポタミアの神々の名が登場し、諸民族の多様な宗教に配慮していたことがうかがえる。仮にザラスシュトラの教えがその中に含まれていても、数ある中の一つに過ぎなかったと考えられる

ダレイオス王家の歴代大王たちが、狭義のゾロアスター教に帰依していたとする根拠には以下のものがある。
- ダレイオス1世は多くの碑文を残し、自ら「アフラ・マズダーの恵みによって、王となりえた」と神権授受を意味する告知を記した[8][12][39]。
- ペルセポリスの宮殿にはアフラ・マズダーのシンボルやフラワシを刻んだ浮彫彫刻（レリーフ）が施された[8][39]。
- 「聖なる火」の祭壇の遺跡が多数存在する[8]。

これらの根拠に対して、以下のような反論も提出されている。
- アケメネス朝の遺構・遺物は、ダレイオス1世がアフラ・マズダーを信仰する「マズダー教徒」だった証拠にはなっても、「ゾロアスター教徒」であった証拠とはならない[8][注釈 9]。
- 火の祭壇は、ザラスシュトラ以前から原イラン多神教で用いられる[注釈 10]。
- アケメネス朝の古代ペルシア語の碑文にはザラスシュトラの名が1度も現れない[42]

ダレイオス1世の孫・アルタクセルクセス1世（在位前465年‐前424年）はダエーワ崇拝を禁止した。これについてはペルシア人の崇拝対象をアフラ・マズダーに限定したと解釈できる。この政策はアルタクセルクセス2世（在位前404年 - 前358年）の頃に変更され、アナーヒターやミスラへの崇拝も奨励されるようになった。アルタクセルクセス3世（在位前359年‐前338年）の代にはアナーヒター崇拝が省略され、アフラ・マズダーとミスラへの崇拝が奨励された。
なお、歴史家ヘロドトスは、「ペルシア人はこどもに真実を言うように教える」「ペルシア人は偶像をはじめ、神殿や祭壇を建てるという風習をもたない」と記している。しかし、古代メソポタミアのイシュタル信仰がペルシアにも影響してアナーヒター信仰と同一視されたのもこの時期である。アナーヒター像を置いた神殿が築かれ、それまで竈の火を日々の儀式に使い、祭礼では野外に集まっていたペルシア人も、メソポタミアの偶像・神殿を伴う信仰に対抗して、火を燃やす常設の祭壇を設けた特別な建物を造るようになった。やがて、こうした火・建物が神聖視されるのである（ただし、ゾロアスター教で寺院・偶像崇拝が認められたのは、ギリシア文明・インド文明の影響とする説もある）。

#### ミスラ崇拝の台頭

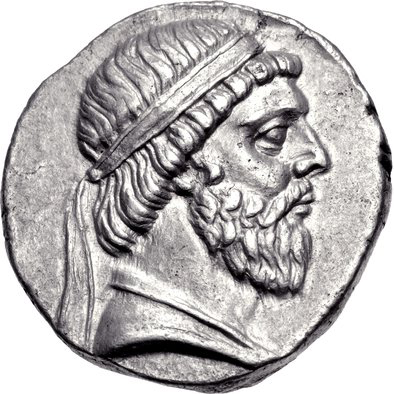
名前にミスラを含むパルティア大王、ミトラダテス1世のコイン

紀元前4世紀後半、マケドニア王国のアレクサンドロス3世（大王、在位前336年 - 前323年）によってアケメネス朝が滅ぼされた。後世の資料ではアレクサンドロスによって『アヴェスター』と『ザンド』の写本が焼かれたとされているが、アケメネス朝では文字の使用が一般化していなかったため、創作と思われる。またギリシア神話とアーリア人の宗教が混濁し、ゼウスとアフラ・マズダー、アポロンとミスラなどが同一視された。大王の死後、その王国は四分五裂し、セレウコス1世によって小アジアからペルシアに至るヘレニズム国家セレウコス朝シリア（前312年-前63年）が建国された。セレウコス朝の歴史は、東方におけるギリシア人政治勢力の後退の歴史でもあった。なお、ギリシア人によると、この頃のマゴス神官団はゾーロアストレース（ザラスシュトラ）、ヒュスタスペオス（カウィ・ウィーシュタースパ）、オスタネス（正体不明）の教えを奉じていたという。
紀元前3世紀、ペルシア人と同系であるパルティア人の族長アルサケス1世がセレウコス朝の支配から自立し、ミフルダートキルト周辺にアルサケス朝パルティア（紀元前247年-紀元後226年）を建国した。5代目ミトラダテス1世のときに東西に領土を拡げ、共和政ローマの侵攻やマカバイ戦争に忙殺されていたセレウコス朝からメディアとメソポタミアを奪った。そしてセレウコス朝の中核都市だったセレウキアの対岸に新首都クテシフォンを建設した
パルティアの君主たちはアーリア人の宗教を信仰していた。しかしパルティアの宗教資料は乏しく、「ゾロアスター教」と称しうる宗教が信仰されていたかは、なおも見解が分かれる。アルサケス朝にはティリダテス、ミトラダデス、アルタバノスなど、それぞれ「水星」、「ミフル（ミスラ神）」、「天則」の意味を持つ、原イラン多神教的な名がみられる。また、アレクサンドロスの影響でアルサケス朝の君主たちは神を自称するようになり、後世のサーサーン朝にも影響を与えた。ただし、アルサケス朝は自らの信仰を住民たちに強制せず、その影響は王族の私的領域に留まったと考えられている
紀元前1世紀以降、アナトリアのカッパドキアやティアナなどで諸言語によってミスラ神に捧げた碑文が残されている。古典的な説によれば、アナトリアに侵攻したローマ兵たちがミスラ神を持ち込みミトラス教に発展した。
| \| すべての父アラマズド （アフラ・マズダー） \| すべての父アラマズド （アフラ・マズダー） \| すべての父アラマズド （アフラ・マズダー） \| すべての父アラマズド （アフラ・マズダー） \| すべての父アラマズド （アフラ・マズダー） \| すべての父アラマズド （アフラ・マズダー） \| \| \| 貴婦人アナヒット （アナーヒター） \| 貴婦人アナヒット （アナーヒター） \| 貴婦人アナヒット （アナーヒター） \| 貴婦人アナヒット （アナーヒター） \| 貴婦人アナヒット （アナーヒター） \| 貴婦人アナヒット （アナーヒター） \| \| すべての父アラマズド （アフラ・マズダー） \| すべての父アラマズド （アフラ・マズダー） \| すべての父アラマズド （アフラ・マズダー） \| すべての父アラマズド （アフラ・マズダー） \| すべての父アラマズド （アフラ・マズダー） \| すべての父アラマズド （アフラ・マズダー） \| \| \| 貴婦人アナヒット （アナーヒター） \| 貴婦人アナヒット （アナーヒター） \| 貴婦人アナヒット （アナーヒター） \| 貴婦人アナヒット （アナーヒター） \| 貴婦人アナヒット （アナーヒター） \| 貴婦人アナヒット （アナーヒター） \| \| \| \| \| \| \| \| \| \| \| \| \| \| \| \| \| \| \| \| \| \| \| \| \| \| \| \| \| \| \| \| ナナイ （ナネー） \| ナナイ （ナネー） \| ナナイ （ナネー） \| ナナイ （ナネー） \| ナナイ （ナネー） \| ナナイ （ナネー） \| \| \| ミフル （ミスラ） \| ミフル （ミスラ） \| ミフル （ミスラ） \| ミフル （ミスラ） \| ミフル （ミスラ） \| ミフル （ミスラ） \| 太字は最高神 |                                           |                                           |                                           |                                           |                                           |  |  |                                   |                                   |                                   |                                   |                                   |                                   |
| 神々の家族関係が強調 特にミフルが崇められた |                                           |                                           |                                           |                                           |                                           |  |  |                                   |                                   |                                   |                                   |                                   |                                   |
| すべての父アラマズド （アフラ・マズダー） | すべての父アラマズド （アフラ・マズダー） | すべての父アラマズド （アフラ・マズダー） | すべての父アラマズド （アフラ・マズダー） | すべての父アラマズド （アフラ・マズダー） | すべての父アラマズド （アフラ・マズダー） |  |  | 貴婦人アナヒット （アナーヒター） | 貴婦人アナヒット （アナーヒター） | 貴婦人アナヒット （アナーヒター） | 貴婦人アナヒット （アナーヒター） | 貴婦人アナヒット （アナーヒター） | 貴婦人アナヒット （アナーヒター） |
| すべての父アラマズド （アフラ・マズダー） | すべての父アラマズド （アフラ・マズダー） | すべての父アラマズド （アフラ・マズダー） | すべての父アラマズド （アフラ・マズダー） | すべての父アラマズド （アフラ・マズダー） | すべての父アラマズド （アフラ・マズダー） |  |  | 貴婦人アナヒット （アナーヒター） | 貴婦人アナヒット （アナーヒター） | 貴婦人アナヒット （アナーヒター） | 貴婦人アナヒット （アナーヒター） | 貴婦人アナヒット （アナーヒター） | 貴婦人アナヒット （アナーヒター） |
| |                                           |                                           |                                           |                                           |                                           |  |  |                                   |                                   |                                   |                                   |                                   |                                   |
| |                                           |                                           |                                           |                                           |                                           |  |  |                                   |                                   |                                   |                                   |                                   |                                   |
| ナナイ （ナネー） | ナナイ （ナネー）                         | ナナイ （ナネー）                         | ナナイ （ナネー）                         | ナナイ （ナネー）                         | ナナイ （ナネー）                         |  |  | ミフル （ミスラ）                 | ミフル （ミスラ）                 | ミフル （ミスラ）                 | ミフル （ミスラ）                 | ミフル （ミスラ）                 | ミフル （ミスラ）                 |

パルティアの宗教が隣国アルメニア王国では神々の一族関係が重視され、「すべての父」と称されていたアラマズド（アフラ・マズダー）とアナヒット（アナーヒター）が夫婦、ミフル（ミスラ）とナナイ（ナネー）はその息子・娘とされた。ミフルは特に重要な地位を占めていた。アルサケス家のアルメニア国王ティリダテス1世（在位52年 – 58年、62年 - 82年）は、3000人のパルティア兵に護衛されながらローマ皇帝ネロ（在位54年 - 68年）と謁見したとき、跪いてギリシア語でミフルを崇めるようにローマ皇帝を崇めると演説した。また、終末にはヴァン湖に潜むミフルが救世主として表れると信じられていた。ヴァハグン（ウルスラグナ）にはミフルと同じ太陽神の役割が与えられたため、混同が生じてしまった。
青木健は、パルティアの宗教がアルメニア王国の宗教と非常に近いものであったと指摘している。アルメニアの宗教にはパルティア語の借用が多用され、66年以降はアルサケス家がアルメニア王位を占めていたからである。また両国では、後のゾロアスター教では避けられる偶像礼拝や土葬が行われていたと見られている。青木はアルメニアの宗教を分析し、アフラ・マズダーが尊崇対象となっている点ではゾロアスター教のようにもみえると前置きしつつ、ヤシュトの段階でやっと復権したヴァハグン（ウルスラグナ）やミフル（ミスラ）も崇拝対象になっていると指摘した。特に宗主国ローマの皇帝をミスラになぞらえた点を重視し、アルメニア的ゾロアスター教≒パルティア的ゾロアスター教の主神はミスラであり、厳密には「ゾロアスター教」でなく「ミスラ教」と称すべき信仰であったと論じている。
4世紀にアルメニアはキリスト教合性論派（アルメニア使徒教会）を国教化して、アルメニア的ゾロアスター教は衰退したが、近親婚などの風習は20世紀まで残っていたと言われている。

#### ゾロアスター教の国教化

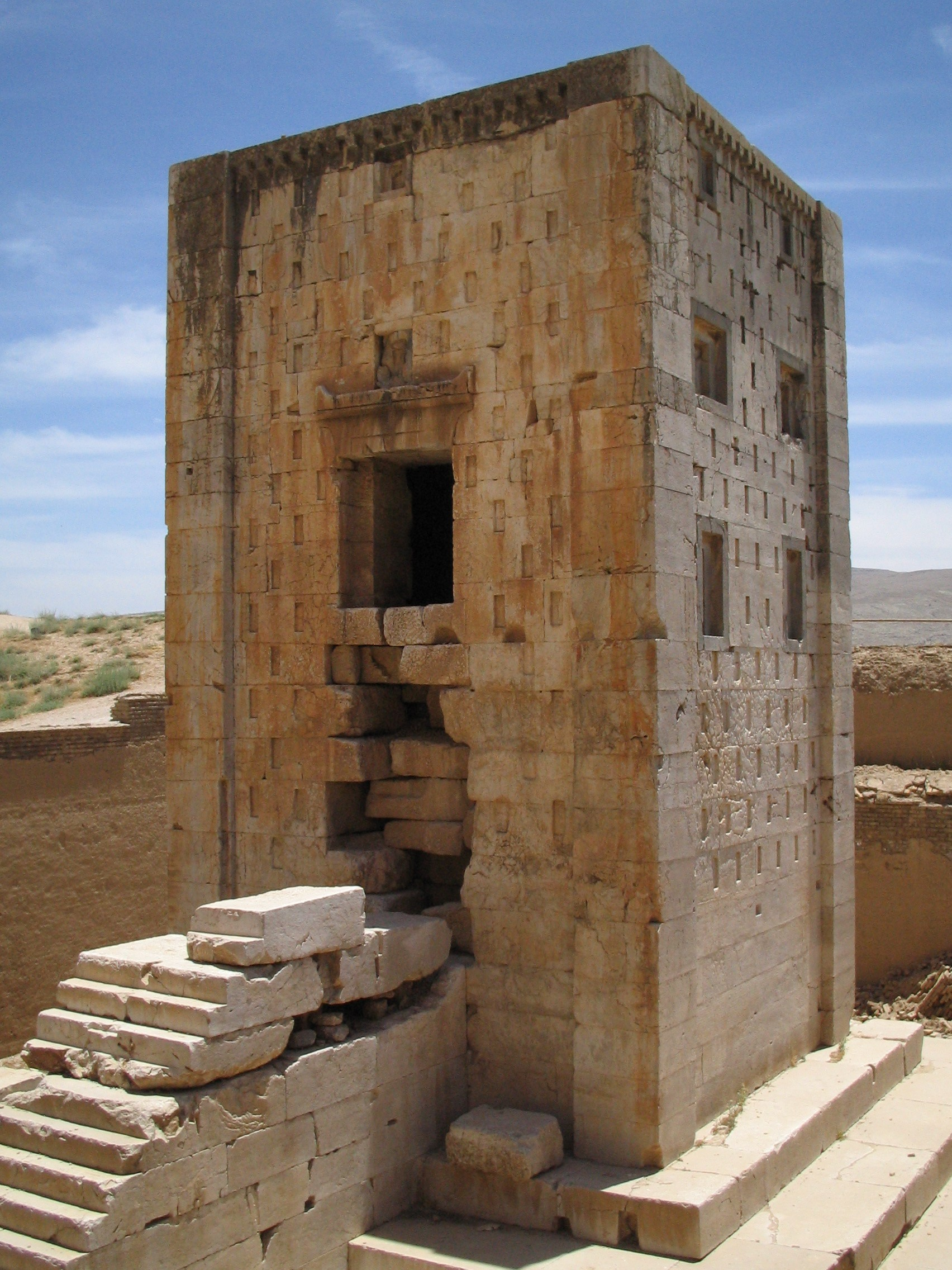
ナクシェ・ロスタム（イラン）に所在する「ゾロアスターのカアバ」と称される遺構。建物の用途は不明だが、下部の壁面にカルティールによって書かれた長大なパフラヴィー語（中世ペルシア語）碑文がある

ペルシア州エスタフルの拝火神殿神官であったサーサーンは、ペルシス王国の有力豪族バーズランギー家と婚姻関係を結び、興隆の基礎を得た。その息子パーパクはパルティアに反乱を起こし、さらにその息子のアルダシール1世（在位226年 - 242年）はクテシフォンを征服してサーサーン朝ペルシア（226年-651年）を建国した。。
サーサーン朝はアケメネス朝の後継者という地位とゾロアスター教に正統性を求めた。そして非ペルシア的な異邦人王朝パルティアを倒して伝統的信仰を復興したと主張した。実際にはパルティアの貴族階級・政治機構・文化・社会は多くの点でサーサーン朝に引き継がれていたが、このアケメネス朝-サーサーン朝を正統とする歴史観は後世のイラン世界にも大きな影響を与えた。なお、この時代の口語はパフラヴィー語に変質し、古代ペルシア語の口伝『アヴェスター』「ガーサー」は既に解読困難だったと考えられる。この時代、隊商などペルシア商人の活発な活動で、中央アジア・中国へゾロアスター教が伝播し、西方に対してはローマ帝国など地中海世界との交流・抗争により、教義面などで互いの影響を受けたと考えられる。
サーサーン朝では実際に機能したかは定かではないが、神官たちは上から順に「神官」「軍人貴族」「農民」「商人・職人」の階級を想定していた。この中で神官は官僚層である上級のモウベド神官、神殿の管理や庶民の宗教教育に携わる下級のヘールベド神官に分けられた。農民たちは大地を耕すとして称賛されていた一方で、商人・職人たちは神官から蔑視されていた。そのためアーリア人ゾロアスター教徒からあまり商人・職人が輩出されず、セム系やローマ人、ソグド人などに頼っていた。また、このことが商人・職人層のキリスト教改宗を促進した面もある。260年、サーサーン朝はローマ帝国からキリスト教文化の中心都市エデッサを奪い取り、国内に多くのキリスト教徒を抱えた。キリスト教会は長い歳月をかけて培われたセム人の書籍文化とギリシア人の活発な知的活動の成果を受け継いでおり、聖典の書籍化、神学の発展、知的水準などの面でゾロアスター教神官団は劣勢に立たされ、ゾロアスター教徒のキリスト教改宗が相次いだ（逆にローマでキリスト教徒がゾロアスター教徒に改宗したという記録は存在しない）。。このことが国教であるゾロアスター教にとって大きな脅威であり、4世紀（ローマでのキリスト教公認）以降、国家権力を背景とした迫害（339年-379年、420年-484年）やゾロアスター教の改革などが行われた。

#### 皇帝崇拝の台頭

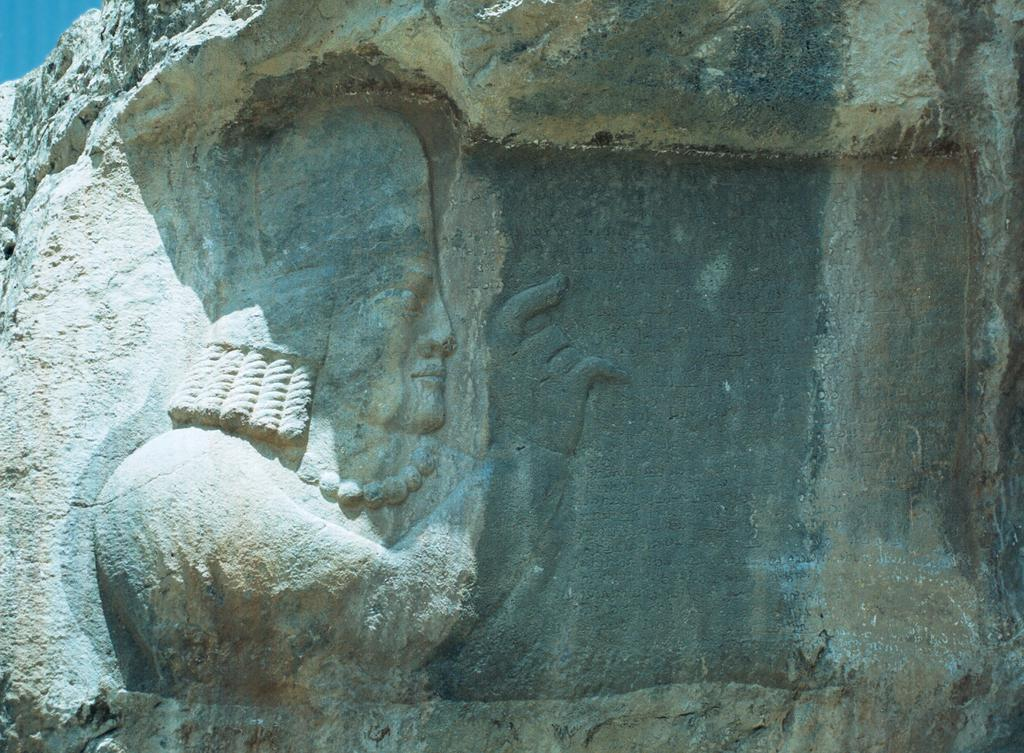
ナクシェ・ラジャブ磨崖レリーフのカルティールの肖像

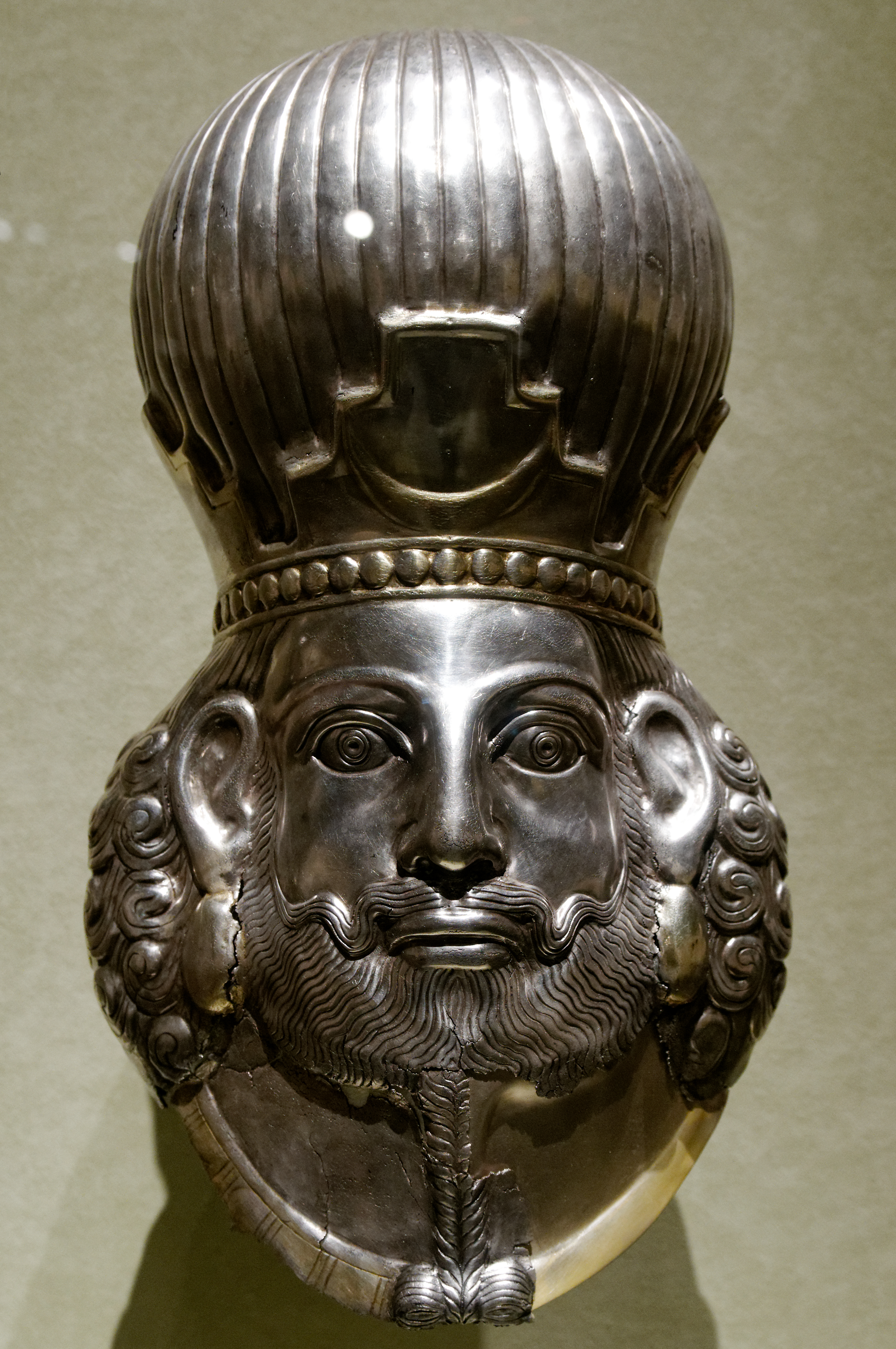
70年に渡り君臨したシャープール2世の胸像

サーサーン朝はアーリア人の宗教を信仰していた形跡があるが、その一派であるザラスシュトラの教え（狭義のゾロアスター教）に一貫して帰依していたかはなおも異論がある。少なくとも初期においてはザラスシュトラに関する記録が残されていないが、アルダシールが「マズダー崇拝者の神なるアルダシール、アーリア民族のシャーハンシャー、神々の末裔」と刻んだコインを発行したことから、マズダー崇拝者（詳細不明）のシャーハンシャー（皇帝、諸王の王）を神としていたことは分かっている。
アルダシール1世と大神官タンサールの元、ゾロアスター教は体系化されたとされる。サーサーン朝君主が発行する貨幣の裏面に拝火壇が刻印され、ゾロアスター教が世俗支配でも重要な役割を担っていたと推測される。
アルダシールの息子・シャープール1世（在位242年 - 270年）はアルサケス朝と同じく首都をメソポタミアのクテシフォンに定めた。しかしメソポタミアではセム系が多数を占め、ユダヤ教・キリスト教・マンダ教・グノーシス主義といった様々な宗教団体が乱立していた（結局メソポタミアのセム系庶民にゾロアスター教が定着することなかったと思われる）。穀倉地帯で政治的経済的重要性も高いメソポタミアを安定的に統治するため、シャープールは穏当な宗教政策をとった。そしてニシビスのユダヤ人指導者や新興宗教（後にマニ教と呼ばれる）の教祖マニを招き、彼らの宗教活動を容認した。
サーサーン朝シャーハンシャーたちは先祖伝来の地ペルシア州に磨崖レリーフを造り、叙任の儀式を行っていた。バハラーム1世のリレーフにはオフルマズド（アフラ・マズダー）から支配権を委ねられた姿が描かれている。バハラーム2世の造ったリレーフには、叔父のアルメニア国王ナルセ（ナルセ1世）らサーサーン家の面々と並び、神官に過ぎないカルティールが、それもかなり高い席次で描かれていた。このことからシャープールの死後、カルティール率いる神官団が台頭していたことがうかがえる。権勢を増し加えたカルティールは「バハラームの霊魂を救済するオフルマズド・モウベド神官」「エスタフルのアナーヒター拝火神殿の神官」の称号を得た。シャーハンシャーの霊魂を左右し、サーサーン朝の祖先が務めていた神殿の神官職を名乗るようになったのである。また、彼はマニを処刑するなど異教弾圧に熱心で「ユダヤ教徒・仏教徒・ヒンドゥー教徒・シリア系キリスト教・ギリシア系キリスト教徒・洗礼教徒・マニ教徒」を駆逐したとする碑文を帝国各地に建てた。そして帝国各地に聖火と神官たちを派遣したと書き記しているが、具体的にどのような教えを信じていたのかは記録がない。
ナルセがシャーハンシャーになるとカルティールは失脚したとみられる。「エスタフルのアナーヒター拝火神殿の神官」の称号はナルセに引き継がれた。
カルティールの死後もゾロアスター国教化路線は維持された。9代目シャープール2世（在位309年 - 379年）の時代には、大神官アードゥルバードのもと、口伝アヴェスターの結集と教義の確立が行われた。また、シャープールは見る人が限られるレリーフを造るよりも、自身の描かれた銀食器や胸像を帝国各地にばらまくことに積極的だった。これによりサーサーン家とペルシアの関係性は薄れ、シャーハンシャーの神秘性はかえって失われたと考えられている。

#### ズルワーン崇拝の台頭
| \| \| \| \| \| \| \| \| \| 善神オフルマズド （アフラ・マズダー） \| \| \| \| \| \| \| \| \| \| \| \| 時間の神ズルワーン \| \| \| \| \| \| \| \| \| \| \| \| \| \| \| \| \| \| 悪神アフレマン （アンラ・マンユ） \| \| \| \| \| \| \| \| \| \| \| 太字は最高神 |  |  |  |  |  |  |  |                                       |
| アフラ・マズダーが善神に降格 中立的な最高神ズルワーンのもと善神と悪神が争う |  |  |  |  |  |  |  |                                       |
| |  |  |  |  |  |  |  | 善神オフルマズド （アフラ・マズダー） |
| |  |  |  |  |  |  |  |                                       |
| 時間の神ズルワーン |  |  |  |  |  |  |  |                                       |
| |  |  |  |  |  |  |  | 悪神アフレマン （アンラ・マンユ）     |
| |  |  |  |  |  |  |  |                                       |

ただし国教化によっても、古来から続く帝国内の多様なアーリア人の諸宗教は均一化されなかった。周辺の外国語文献によれば、サーサーン朝初期～5世紀頃まで、時間の神ズルワーンが崇拝されていた。このズルワーン教と呼ばれるアーリア人の宗教の一派は、9～10世紀のゾロアスター教文献に記述がなく、両者の関係は分かっていない。インド思想カーラ、ギリシア思想アイオーンの影響も指摘される。完全に独立した宗教であるという説から、サーサーン朝初期～中期の国教であったという説まで様々な見解が存在する。
ジャーヒリーヤ時代以降に書かれたアラビア語古詩には、バタバタと独特な歩き方をしながら、ズーンなる偶像神に牛を捧げ、熱心に祈るメソポタミアのゾロアスター教神官の姿が描写されている。ズーンとはアラビアで信仰された魚の神、またはズルワーンがアラビア語で省略された形であるとみられる。いずれにしろペルシア的ゾロアスター教とはかなり異なる「メソポタミア的ゾロアスター教」が信仰されていたと思われる。その他の地域にも独自の宗教が存在したと考えられ、ペルシア州の官団を頂点にアーリア人の諸宗教をゾロアスター教の名で緩やかに統合していたとする説もある。

#### ザラスシュトラ伝説の台頭

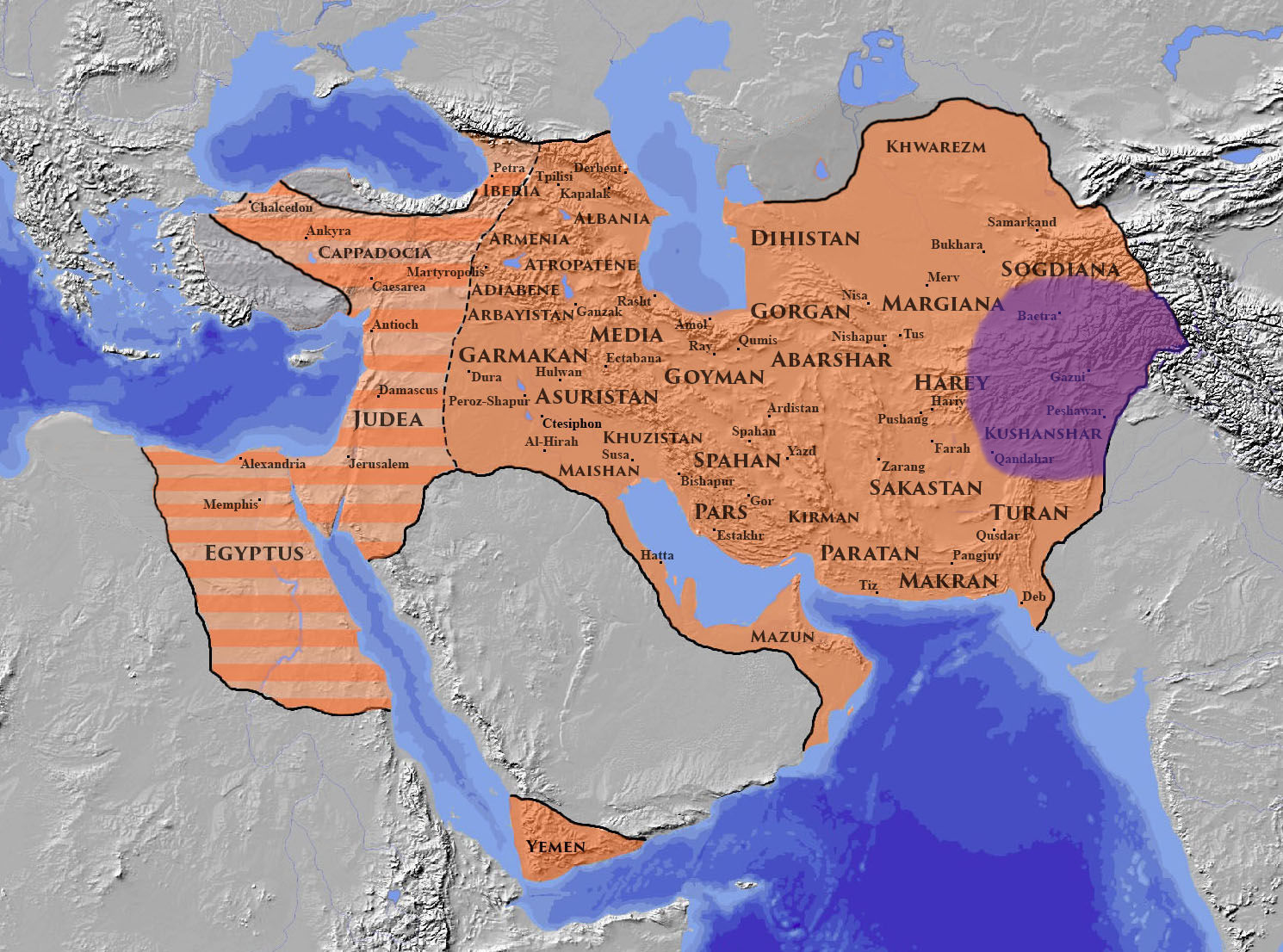
サーサーン朝（橙）とクシャーノ・サーサーン朝（青、紫）の領域

サーサーン朝の分家クシャーノ・サーサーン朝では、シャーのバハラーム2世（在位360年頃）が「カイ・バハラーム・クーシャン・シャー」と刻んだコインを発行していた。「カイ」とは、『アヴェスター』に関する伝承に登場するザラスシュトラの庇護者カウィ王朝の中世ペルシア語である。このことから、クシャーノ・サーサーン朝では、ザラスシュトラ伝説を王権の正当性を支えるイデオロギーとして採用したと考えられている。
その後、本家サーサーン朝のヤズデギルド2世（在位438年 - 457年）も「マズダー崇拝の神たるカイ」と銘打ったコインを発行している。ヤズデギルドは東方遠征を繰り返したり、北魏（中国）に使節団を送って貿易を促進しようとするなど東方への関心が強かった。こうした中で、中央アジアに残されたザラスシュトラ伝説やクシャーノ・サーサーン朝の国家イデオロギーに触れたものと思われる。こうしてシャーハンシャーは神々の末裔を名乗ることを止め、ザラスシュトラの庇護者の末裔を称するようになった。

#### 二元論の確立
| \| \| \| \| \| \| \| 善の最高神オフルマズド （元はアフラ・マズダー＋ズルワーン） \| \| \| \| \| \| \| \| \| \| \| \| \| \| \| \| \| \| \| \| \| \| \| \| 悪の最高神アフレマン （元はアンラ・マンユ） \| \| \| \| \| \| \| \| \| 太字は最高神 |  |  |  |  |  |                                                             |
| 中立的な最高神が消滅 善の最高神と悪の最高神が争う |  |  |  |  |  |                                                             |
| |  |  |  |  |  | 善の最高神オフルマズド （元はアフラ・マズダー＋ズルワーン） |
| |  |  |  |  |  |                                                             |
| |  |  |  |  |  |                                                             |
| |  |  |  |  |  | 悪の最高神アフレマン （元はアンラ・マンユ）                 |
| |  |  |  |  |  |                                                             |

6世紀のサーサーン朝は、ビザンツ帝国に借金をして東方の遊牧国家エフタルに朝貢するほど国力が衰えた。カワード1世（在位488年 - 496年、498年 - 531年）はマズダク教を唱えたマズダクを宰相に登用して改革を試みた。カワードは平等を説くマズダク教を利用してゾロアスター教神官団の抑え込もうとして大きな反発を食らい、かえって混乱を深めた。
カワードの息子ホスロー1世（在位531年 - 579年）は税制・軍制改革に成功し、サーサーン朝の中興を果たした。ホスローのもとでキリスト教パフレヴィー文字を参考にアヴェスター文字が発明され、口伝『アヴェスター』とそのパフレヴィー語注釈『ザンド』が書籍化された。さらに西方からギリシア哲学を、東方からインド哲学をゾロアスター教に取り入れ、知的水準においてもキリスト教会に対抗できる体制を整えた。
ホスロー1世の頃にゾロアスター教の一神教的要素（最高神としてのアフラ・マズダー、またはズルワーン）が排除され、善神オフルマズド（アフラ・マズダー）と悪神アフレマン（アンラ・マンユ）の対立を軸とした真の意味で二元論的な教義が確立したとみられている。ゾロアスター教神官団はこれによって悪の存在を説明でき、その点でセム的一神教に優位に立てると考えた。またズルワーン教の悲観的世界観・人間観から脱し、物質存在の肯定と楽観的な終末論が唱えられた。このような世界観は楽天的善悪二元論とも呼ばれ、台頭する一神教のキリスト教に対抗するために、一神教要素を排除して二元論を強調したとする見方もある。

### 東方での展開

#### ソグド的ゾロアスター教
ソグディアナはザラスシュトラの出身地に近いと考えられており、ペルシアよりもその教えが古い形で残っていたと考えられている。また、ソグド語資料にはザラシュストラの物語が書かれており、『アヴェスター』の散逸部分のソグド語版である可能性もある。また、ソグド人はアフラ・マズダーやズルヴァーン、ミスラのほか、ヒンドゥー教の神々も祀っていた。

#### 祆教

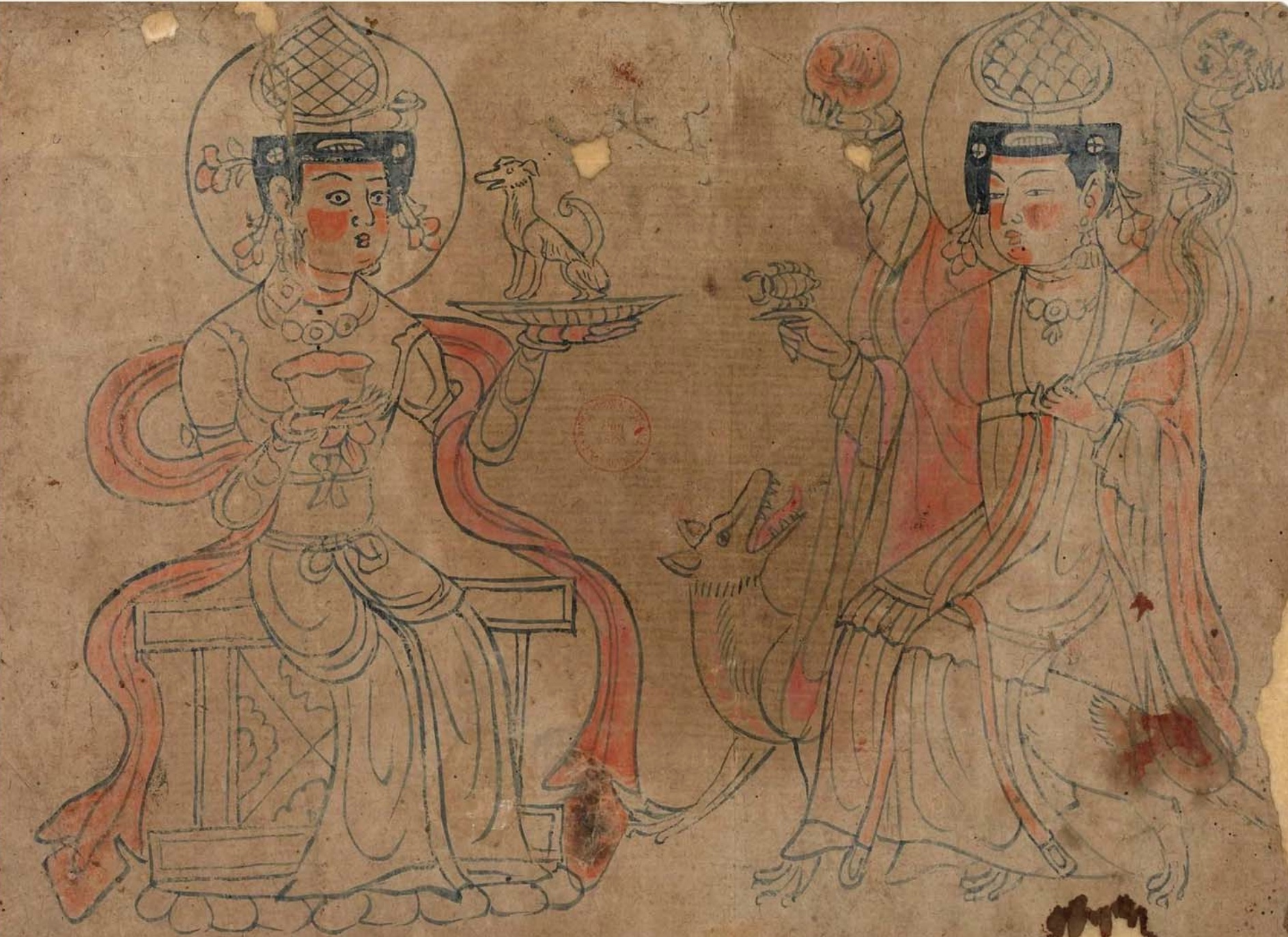
敦煌出土の祆教の女神像

5世紀・6世紀頃、交易活動のために多数のペルシア人がトルキスタンから現在の甘粛省を経て中国へ渡り、華北の北周・北斉にゾロアスター教が広まったという。信者は相当数いたものと思われ、唐代には「祆教（けんきょう）」と称された。「薩宝（さっぽう）」「薩甫（さっぽ）」ないし「薩保（さほ）」（詳細不明）を指導者とする教団も存在した。隋・唐の時代、薩宝（薩甫、薩保）は官職と認められ、ペルシア人やイラン系の西域出身者（ソグド人など）に官位が授けられ、祆教寺院や礼拝所（祆祠）の管理を任された。首都長安や洛陽・敦煌・涼州といった都市に寺院・祠が設けられ、長安には5カ所、洛陽には3カ所の祆祠（けんし）があったと言われている。しかし、ゾロアスター教徒は中国においてはほとんど伝道活動をおこなわなかったらしい。
唐においては、景教（ネストリウス派キリスト教）・マニ教とあわせて三夷教、その寺を三夷寺と呼び、国際都市長安を中心に多くの信者を有した。西北部に居住するトルコ族の国ウイグル（回鶻、現在の新疆ウイグル自治区）では、マニ教とともにゾロアスター教も広く信仰された。
吐火羅・舎衛などのペルシア人が古代日本にも訪れており、なんらかの形での伝来が考えられている。松本清張は古代史ミステリーの代表的長編『火の路』でゾロアスター教が日本に来ていたのではないかという仮説を取り入れている。イラン学者伊藤義教は、来朝ペルシア人の比定研究などをふまえて、新義真言宗の作法やお水取りの時に行われる達陀の行法は、ゾロアスター教の影響を受けているのではないかとする説を提出している。
中国における祆教の信者は、多くの場合ペルシア人や西域出身者だったが、当初は隊商の商人が多数を占め、のちには唐に亡命政府を樹立したサーサーン朝からの難民などが加わったものと思われる。
武宗の廃仏（会昌の廃仏）のときに、仏教とともに三夷教も弾圧を受け、以後は衰退していった。また、西域では11世紀 - 13世紀に西域のイスラム化が進行した。
宋の時代になると担い手の漢化が進み、「宋代漢民族的ゾロアスター教」ともいえる形態に変化した。
祆教は、14世紀ころまで開封・鎮江などに残っていたと記録されているが、その後の消息は掴めていない。なお、唐代から元代にかけて対外貿易港だった福建省泉州市郊外に波斯荘という村があり、現在でもペルシア人の末裔が暮らしているという。彼らは現在、言語・形質面では漢族に同化しているが、イスラム教を奉じており回族と認定されている。

### ゾロアスター教の衰退
ホスロー1世の孫・ホスロー2世（在位590年、591年 - 628年）は国力に余裕のある状態でシャーハンシャーになることができた。しかし、即位当初から部下の反逆に遭い、求心力を高めるために新たな皇帝イデオロギーを創出する必要牲に迫られた。そこで彼はキリスト教国家東ローマ帝国と戦争（602年-628年）を開始し、エルサレム攻略によってイエス・キリストが磔刑に処せられたとされる「ゴルゴタの聖十字架」を奪取し、穀倉地帯エジプトも占領。首都コンスタンティノープル対岸のカルケドンまで進軍して東ローマ帝国を滅亡寸前に追いやった。この大勝利によってシャーハンシャーの威信は絶頂を迎え、ホスローがアフラ・マズダーよりも一段上位の台座に立つレリーフが建造された。
なお、この頃はゾロアスター教からキリスト教への改宗が相次いでいた。特にゾロアスター教から軽蔑されていた商人・職人層に顕著で、職人団体の長にもキリスト教徒が多かった。
東ローマ皇帝に即位したヘラクレイオス（在位610年 - 641年）は反転攻勢に出たが、シリア・メソポタミアからクテシフォン方面に向かうことはせず、623年にタウルス山脈沿いに進軍してシーズを急襲。拝火壇は破壊され、「シーズの聖火」のみ辛うじてクテシフォン近郊に避難された。これによりサーサーン朝の威信は大いに揺らいだ。この戦争により両大国の力は消耗し周辺国では自立の動きが活性化した。国力を浪費させたホスローは皇太子によって暗殺され、内乱に陥った。
サーサーン朝の内乱を何とか平定したホスロー2世の孫ヤズデギルド3世（在位632年 - 651年）は、633年よりアラビア半島の新興世界宗教イスラム教を奉じるアラブ人の侵攻に直面した。サーサーン朝側は長年の内戦で疲弊しており、637年には首都クテシフォンを奪われた。ヤズデギルドは税収の3割を担っていたメソポタミアを放棄し、イラン高原で体制の立て直しを図った。イラン高原に進軍したイスラム軍は連戦を重ね、ニハーヴァンドの戦いでサーサーン朝を打ち破った。この時、落馬して捕虜となれば身代金を払って解放されるという当時の慣例に従って多くの将兵（封建領主と自由農民から成る）がわざと落馬したが、アラブ人はこのルールを知らず、必要以上に多くのペルシア軍が虐殺された。これによってサーサーン朝の軍事組織とペルシア人の経済社会システムは崩壊し、サーサーン朝はイスラム勢力に抵抗する力を失った。ヤズデギルドは逃亡中の651年にメルブで殺され、キリスト教徒シーリーンの孫であることから現地民によってキリスト教式に埋葬されたという。ヤズデギルドの息子ペーローズ3世と孫ナルシエフは唐に逃れ、疾陵（所在不明）にサーサーン朝亡命政府を置くも、アラブ人イスラム教徒に占領され、ペルシア帝国復活の望みは完全に絶たれた。

#### 恭順
アラブ人イスラム教徒による侵攻時に、旧来の支配階級だったアーリア人たちは「イスラム教への改宗」「貢納」「徹底抗戦」の選択肢を余儀なくされた。改宗者は少なく、多くが貢納によって信仰を維持したといわれる。アラブ人たちは宗教的に放任策で、従来の信仰はおおむね維持された。
サーサーン朝崩壊から8世紀までゾロアスター教に関する資料はほとんど残っていない。しかし8世紀になるとフーデーン・ペーショーバーイを中心とするゾロアスター教神官団たちがパフレヴィー語文献を精力的に執筆し、「パフレヴィー語文学ルネッサンス」と呼ばれる文化的発展期を迎えた。知られる限り最初のフーデーン・ペーショーバーイであるアードゥル・ファッローバイは、イラン高原全体のゾロアスター教徒を指導しており、『デーンカルド』最初の著者でもあった。彼の後継者たちも書簡集『リバーヤト』、『ブンダヒシュン』、『宗教問答集』など様々な文献を残している。10世紀になるとアラビア語文献でしかフーデーン・ペーショーバーイの名が知られなくなる。そして936年に処刑された祖父の跡を継いだエーメードを最後に、フーデーン・ペーショーバーイの記録は残っていない。
なお、9～10世紀の文献には二元論的ゾロアスター教の世界観が描かれており、5世紀まで外国語文献で度々描写されていたズルワーン崇拝に関する記述が存在しないため、様々な議論を呼んでいる。
ゾロアスター神官団を経済的に支えたのは、アルダフシール・ファッラフ-シーラーフを繋ぐ通商路であった。この地はサーサーン朝崩壊後に建てられた拝火神殿が連なり、神官団と商人たちによって共同管理されたとみられている。しかしこのルートがブワイフ朝の国家管理に置かれたことで寂れてしまい、10世紀後半の地震でシーラーフが壊滅したことによりとどめを刺された。かつての通商路には廃墟と化した拝火神殿が点在する不毛の地となり、経済的基盤を失ったゾロアスター教神官団は消滅した。それによりパフレヴィー語文学ルネッサンスは終焉を迎え、『アヴェスター』も大半が散逸した。

#### 反乱
ウマイヤ朝からアッバース朝の転換期（アッバース革命）、アーリア人の宗教の信者たちによる反乱が相次いだ。この頃、ゾロアスター教神官のベフ・アーフリードが活躍した。
反乱を起こしたイラン人にはホラーサーン周辺で原始的ゾロアスター教や太陽崇拝、マズダク教を旗頭にすることが多く、サーサーン朝崩壊後には様々なアーリア人の諸宗教が台頭していた可能性がある。しかし9世紀半ば以降は反イスラムを掲げた反乱も起こらなくなる。

#### 衰退
イスラム教徒の支配下でゾロアスター教徒たちは経済的利益や身の安全のため次々と改宗していった。イスラム側は彼らを改宗させるため、ヤズデギルド3世の娘達が正統カリフ、アリー・イブン・アビー・ターリブの一族と結婚したという説話を流布させた。ゴムではアーリア人への虐殺・追放が行われ、代わりにアラブ人の移住が促進された。これによってこの街はシーア派の一大拠点となった。10世紀にはゾロアスター教の牙城だったペルシア州でゾロアスター教徒の血を引くイスラム教徒のガーゼルーニーが布教活動を行った。ゾロアスター教神官団は彼を暗殺・逮捕しようとしたが失敗し、最後の基盤も切り崩されていった。12世紀にはこの地の農村部にもモスクが立つようになり、ペルシアのイスラム化は不可逆的に進んだ。これに伴い、アーリア人の伝統的階級社会は解体され、民族の誇りも失われて自称が「アジャム（非アラブ）」と主体性のないものに置き換えられた。サーサーン朝の豊かな文化はイスラム文化に吸収された（イラン・イスラーム文化）。
近代に至り、イラン社会も世俗化の流れの中でジズヤが廃止され、ようやくムスリムとは法的に対等の権利を得た。

### パールシー

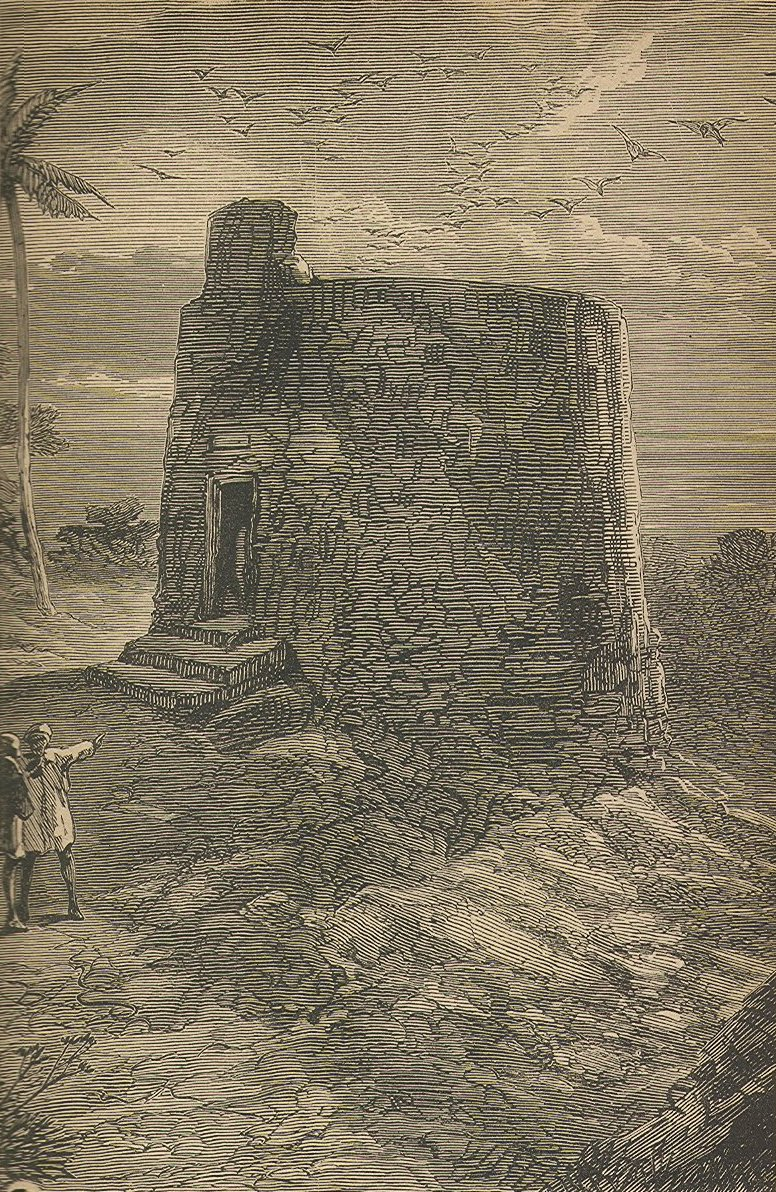
ムンバイ（インド）に建設された「沈黙の塔」

イラン高原の政治勢力はインド亜大陸に度々進出しており、インドの歴史書では好戦的なパルサヴァ族（アケメネス朝のペルシア人?、前5世紀）、アーリア人の祭祀を無視しクシャトリヤから格下げされたパフラヴァ族（パルティア人?、前2・3世紀以降）、ムレーッチャ（塞外異民族）のパーラスィーカ族（サーサーン朝のペルシア人?、4世紀以降）などとして記録されている。そうした中で、インドにもイラン系アーリア人の宗教を信じる集団がいくつか確認されている。サーサーン朝滅亡までに以下の集団がインドにおいて存在していた
マガ・ブラーフマガ
前1世紀頃、イラン高原東部からインドに移住。原イラン多神教の流れを汲むミスラ崇拝者と思われる。
ボージャカ
6世紀前半-7世紀末にインド移住。原ゾロアスター教の流れを汲む。マガ・ブラーフマガと融合。
ガンダーラ・ブラーフマガ
5世紀半ば-567年に北インドを支配したエフタルの「ミヒラ教」祭司集団の残党。マガ・ブラーフマガと同一集団?
サーサーン朝滅亡後、イランのゾロアスター教徒にはインド西海岸グジャラートへ退避する集団があった。彼らをパールシー（「ペルシア人」の意）という。Qissa-i Sanjanの伝承では、ホラーサーンのサンジャーンから、4、5隻の船に乗りグジャラート南部のサンジャーンにたどり着き、現地を支配したヒンドゥー教徒の王ジャーディ・ラーナーの保護を得て、周辺地域に定住したと言われる。グジャラートのサンジャーンに5年間定住した神官団は、使者を陸路イラン高原のホラーサーンに派遣し、同地のアータシュ・バフラーム級聖火をサンジャーンに移転させたと言われている。
パールシーのコミュニティーは以後1000年間信仰を守り続けている。彼らはイランでは多く農業を営んでいたと言われるが、移住を契機に商工業に進出し、土地の風習を採り入れてインド化していった。それに伴いグジャラート語を使用するようになった彼らの多くは、旧来のゾロアスター教資料を読めなくなった。二元論・終末論といった教義への探求はほとんど行われなり、代わりに神官団は一般信徒にとって重要だった祭儀の継承に力を注いだ。また知的活動を支える余裕が無くなったため、祭儀に関するものと残された書籍の写本作成を除いて、文献執筆はほとんど行われなくなった。
パールシーはカースト制に組み込まれ、ひとつのカーストとしてパールシーのコミュニティ内で婚姻するようになった。このカーストと族内婚によってパールシーの人々は同化圧力の強いヒンドゥー教社会の中で独自性を維持することができた。

### ヤズィーディー教
ヤズィーディー教は原イラン多神教と12世紀にスーフィーの指導者アディー・イブン・ムサーフィルが作ったアダウィーア教団の教えが融合したクルド人の宗教である。クルド人は言語学的に古代アーリア人の分派であり、ザラスシュトラ以前の教えを保存していると考えられている。ヤズィーディー教の聖典には原イラン多神教とよく似た教義や物語が多く登場するが、固有名詞がイスラム風のものに入れ替わっているものが少なくない。インドにおいては口伝の中にいくつも神々の名前を登場させ、改竄ができないよう注意を払われていたが、同じアーリア系でもイランではそのような注意を欠いていたことが原因であるとされている

## 現代のゾロアスター教

### 信者の分布

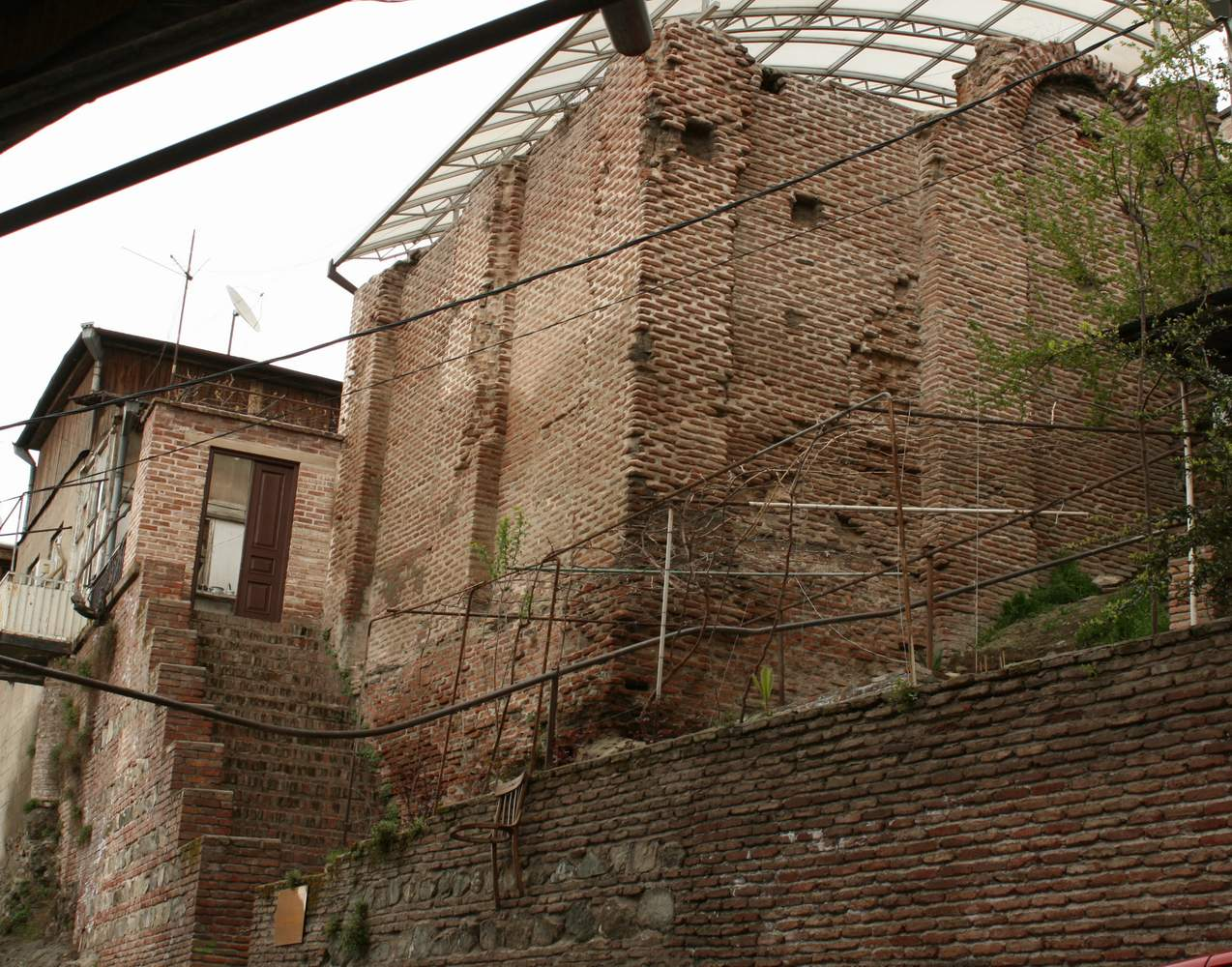
トビリシ（グルジア共和国）のゾロアスター神殿

近代以前からゾロアスター教が信仰されていた地域は、以下の通りである。
1. イラン：かつてゾロアスター教を国教としたサーサーン朝ペルシア帝国の中心地。ヤズドを中心に信徒数3万～6万人[81]。
2. インド：10世紀頃にイランを脱出したゾロアスター教徒がグジャラート州に移住。ペルシア人を意味するパールシー（教徒）と呼ばれる。現在はパールシーの経済的中心地・ボンベイ（ムンバイ）を主たる拠点として、信徒数7万5千人[81]。
3. パキスタン：英領インドがインド共和国とパキスタンに分離して独立国となった際、2,500人から6,000人のパールシーがパキスタンの領域に住んでおり、パキスタン国民となった。中心地はカラチである[81]。
4. アゼルバイジャン・ジョージア国・イラク：若干名

近代以降、多くのパールシー教徒が英語圏の各地に、イラン本国のゾロアスター教徒がドイツに移民として移住したことにより、信者の分布地域は拡大していった。
1. イギリス：約5,000人[81]。
2. 北米大陸（アメリカ合衆国・カナダ）：約10,000人[81]。
3. オーストラリア:約2,500人[81]。
4. シンガポール・香港・日本・ドイツ：若干名[81]。

### イラン

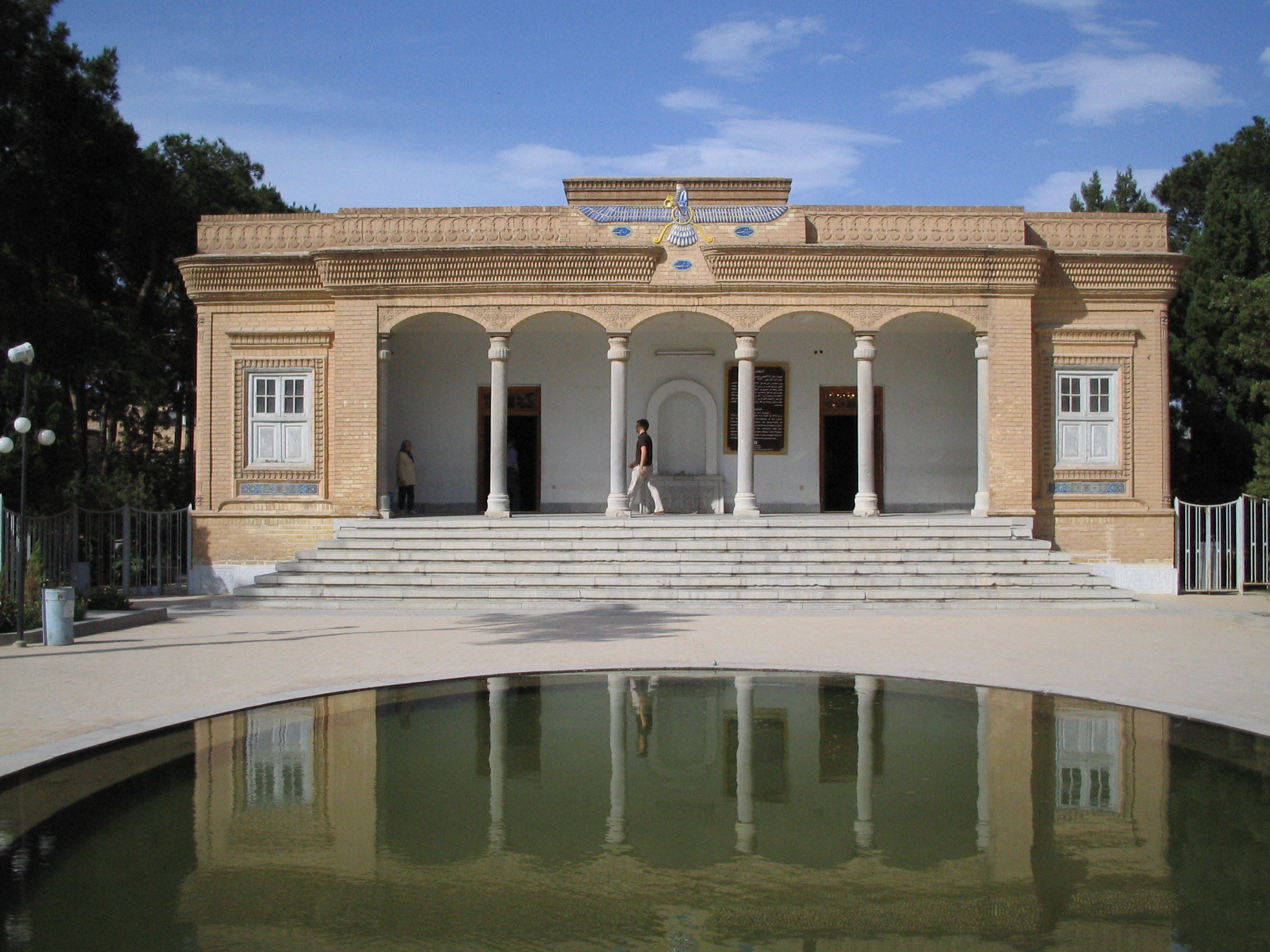
ヤズドのゾロアスター教神殿

イランのゾロアスター教は、イスラム化の進展によって少数派に転落した。今日、小規模の信徒共同体が残存し、現代ペルシア語で「ゾロアスターの教え，ディーネ・ザルドゥシュト（دین زردشت）」と呼ばれる。イラン中央部のヤズド、南東部のケルマン地区を中心に数万人の信者が存在する。ヤズドでは人口（30万人）の約1割がゾロアスター教徒とされる。ヤズド近郊にはゾロアスター教徒の村がいくつかあり、拝火神殿は信者以外にも開放され、1500年前から燃え続けているという「聖火」を見ることができる。
ダフメ（daχmah いわゆる「沈黙の塔」）による鳥葬は、1930年代にパフラヴィー朝のレザー・シャーにより禁止され、以後はイスラム教等と同様に土葬となった。現在は活用されず、観光施設として残されるにとどまる。
ゾロアスター教徒は近代化の進展によりムスリムと同等の法的権利を獲得したが、イスラム革命により再び隷属的地位におかれてしまう。
かつての世界宗教・ゾロアスター教はイスラーム教徒による宗教的迫害によって信徒資格を血縁に求める民族・部族宗教へと後退した。現在、ゾロアスター教では信徒を親に持たない者の入信を受け入れていない。
一方で、シーア派が政治権力を握り人々を抑圧しているにもかかわらず、多くのシーア派が水面下で棄教・改宗したとする調査もある。それによればイスラム教シーア派を自認する人は3分の1に満たず、国民の8％がゾロアスター教徒を自称した（イラン政府の公式発表では2万3000人）。彼らはイラン発祥のゾロアスター教に誇りを持ち、アラブ人が持ち込んだとしてイスラム教に反発する者もいる。また、火の回りで祈りをささげるゾロアスター式の結婚式が流行したため、当局によって禁止されている（2019年）。水面下ではキリスト教や非シーア派のイスラム教も拡大しており、イラン政府の厳格な宗教政策が却ってシーア派から人々を遠ざけているとみられている。

### インドとパキスタン

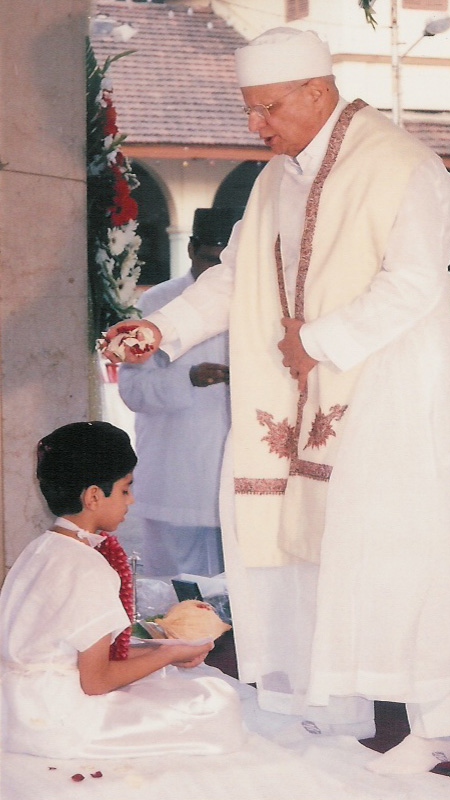
インドにおけるパールシー入信のナオジョテの儀式

現在、インドはゾロアスター教徒数の最も多い国である。今日では同じ西海岸のマハーラーシュトラ州ムンバイ（旧称ボンベイ）にゾロアスター教の中心地があり、開祖ザラスシュトラが点火したと伝えられる炎が消えることなく燃え続けている。ゾロアスター教は、インドではペルシア人を意味する「パールシー」と呼ばれ、パールシー同士だけで婚姻し、周囲とは異なるパールシー共同体を形成している。少数ながら商業・貿易・知的職業に就く人が多く、裕福層や政治力をもった人々の割合が多い。インド国内で少数派ながら富裕層が多く社会的に活躍する人が多い点は、シク教徒と類似し、インド2大財閥のひとつタタ・グループは、パールシーの財閥である。パールシーは同じ教徒同士の堅固な結合と相互扶助もあって、彼らの社会には生活において貧窮する者がいないと言われる。
神殿はマハラシュトラ州のムンバイとプネーにいくつかあり、ゾロアスター教共同体を作っている。神殿にはゾロアスター教徒のみが入ることができ、異教徒の立ち入りは禁じられている。神聖な炎は全ての神殿にあり、ペルシアから運ばれた炎から分けられたものである。神殿内には偶像はなく、炎に礼拝する。パールシーのほとんどはムンバイとプネーに在住している。またグジャラート州のアフマダーバードやスーラトにも神殿があり、周辺に住む信者により運営されている。
一方、パキスタン（人口1億3,000万人）のゾロアスター教徒は5000人で、主にカラチ一帯に居住しており、イランからの信者流入により教徒数は増加傾向にある。

### 東アジア
19世紀後半から20世紀前半にかけては上海・広州などにインド亜大陸から渡来したパールシー商人が、租界を中心に独自のコミュニティを築いていた。現在でも香港には「白頭教徒」と呼ばれる数百人のパールシーが定住し、コーズウェイベイ（銅鑼灣）の商業ビル（善楽施大厦）の一角に拝火神殿が、ハッピーバレー（跑馬地）に専用墓地が存在する。
近代の日本では、戦前からインド・ゾロアスター教徒により、神戸在住の貿易商として定住がはじまり、その子孫の人々は現在でも健在である。在日も3世代目ないし4世代目となり、日本生まれの日本育ちとしてすっかり日本文化にとけ込んでいるが、国籍はインドを維持し、祭祀の際などにはムンバイに帰ってゾロアスター教の儀礼に参加している。
1990年代後半にプロの霊感占い師幹野秀樹によって日本ゾロアスター教団が設立されたが、2017年現在その活動は確認することが出来なくなっている。

### 欧米
19世紀以降、インドからのパールシーの移住に伴い、北米には18,000-25,000人の南アジア・イラン系の信者、オーストラリア（主にシドニー）には3,500人の信者が在住している。
1990年、アリー・A・ジャファリーによって、ロサンゼルスにおいてゾロアスター教系新興教団ザラスシュトリアン・アッセンブリーが設立された。ガーサーのみを聖典とし、入信儀式を得れば民族・国籍問わずに誰でも会員となることができるとされている。

## 歴代指導者
原始教団
1. ザラスシュトラ - 教祖
2. ジャーマースパ・フォーグワ - ザラスシュトラの娘婿

以後、記録なし
大神官（サーサーン朝時代）
- カルティール -
- アードゥルバード - シャープール2世時代
- ザルドシュルト - アードゥルバードの息子?
- アードゥルバード - ザルドシュルトの息子?。5世紀
- アードゥル・ファッローバイ - ヤズデギルド2世時代
- フダード - ヤズデギルド2世時代
- アードゥル・ボーセード
- マルドブード -ペーローズ1世時代
- アードゥルバード - マルドブードの息子

フーデーン・ペーショーバーイ（イスラム支配時代）
- アードゥル・ファッローバイ -アッバース朝マアムーン時代
- ザルドシュルト - アードゥル・ファッローバイの息子。イスラム教に改宗
- ジュワーンジャム
- マヌシュチフル - ジュワーンジャムの息子
- エーメード - ジュワーンジャムの孫
- アードゥルバード
- エスファンディヤール - アードゥルバードの息子。アッバース朝ラーディーにより936年処刑
- エーメード  - エスファンディヤールの孫

以後、記録なし

## パールシー出身の著名人
- カイホスルー・シャプルジ・ソラブジ（イギリスの作曲家）
- フレディ・マーキュリー（ザンジバル生まれのイギリスの歌手）
- ズービン・メータ（インド人の指揮者）
- ジャムシェトジー・タタ（タタ・グループの創始者）
- ラタン・タタ（タタ・グループの会長）

## 逸話
- 日本では東芝が過去に電球や真空管などのブランド名として使用していた（ライセンス元のゼネラル・エレクトリックのブランド名でもある）「マツダ」の綴り Mazda は、アフラ・マズダーに由来する[91]。
- 日本の自動車メーカーであるマツダは、創業者の姓（松田）を冠しているとともに、その Mazda の綴りはゾロアスター教の主神アフラ・マズダーに由来している[92]。
- フリードリヒ・ニーチェ『ツァラトゥストラはこう語った』のツァラトゥストラは、ザラスシュトラのドイツ語読み。リヒャルト・シュトラウス作曲の同名の交響詩も同様。